# The Eras Tour
The Eras Tour (englisch era = Epoche, Ära) war die sechste Konzerttour und zweite reine Stadiontour der US-amerikanischen Sängerin und Songwriterin Taylor Swift. Nachdem Tourneen zu ihren Studioalben Lover (2019), Folklore und Evermore (2020) aufgrund der Auswirkungen der COVID-19-Pandemie nicht möglich waren, werden auf dieser Tournee Lieder aus fast allen Studioalben Swifts aufgeführt. Die Tour begann am 17. März 2023 in Glendale in Arizona und endete am 8. Dezember 2024 in Vancouver. Bereits im Dezember 2023 wurde ihr der Status zur bis dato kommerziell erfolgreichsten Tournee weltweit zugeschrieben. Der zugehörige Konzertfilm Taylor Swift: The Eras Tour wurde binnen drei Monaten nach seinem Erscheinen zum bislang umsatzstärksten Konzertfilm gekürt (ohne Berücksichtigung der Inflation). Swift beschreibt die Tournee als „Reise durch alle musikalischen Ären meiner Karriere“.

## Entstehung
Nach der Entstehung ihres siebten Studioalbums Lover (2019) plante Swift ihre sechste Konzerttour Lover Fest. Allerdings musste diese wegen der Auswirkungen der globalen COVID-19-Pandemie abgebrochen werden. Seither veröffentlichte Swift die drei Studioalben Folklore (2020), Evermore (2020) und Midnights (2022), sowie Neueinspielungen ihrer Alben Fearless (2021, ursprünglich 2008) und Red (2021, ursprünglich 2012).
Bereits bevor Swifts zehntes Studioalbum Midnights erschien, wurde die anstehende Tournee von Swifts britischer Webseite indirekt bestätigt. Kunden, die Midnights vorbestellten, erhielten besondere Codes, die die Chancen auf einen erfolgreichen Ticketerwerb im Ticketvorverkauf erhöhten. Am 24. Oktober 2022 äußerte Swift bei der The Tonight Show mit Jimmy Fallon, dass sie auf Tour gehen werde, wenn es Zeit ist. Am 28. Oktober erwähnte Swift in der Graham Norton Show, dass dies bald der Fall sein würde.

“I’m enchanted to announce my next tour: Taylor Swift | The Eras Tour, a journey through the musical eras of my career (past and present).”

„Ich bin begeistert, meine nächste Tournee ankündigen zu können: Taylor Swift | The Eras Tour, eine Reise durch die musikalischen Ären meiner Karriere (Vergangenheit und Gegenwart).“

Am 1. November kündigte Swift in der US-amerikanischen Fernsehsendung Good Morning America und auf ihren sozialen Medien die The Eras Tour an. Swift beschrieb die Tournee als „Reise durch alle musikalischen Ären meiner Karriere“. Am 17. März 2023 begann der erste US-Abschnitt – wie auch ihre vorherige Reputation Stadium Tour – in Glendale, Arizona und endete am 9. August 2023 in Inglewood, Kalifornien. Im Vorprogramm der US-Abschnitte traten jeweils zwei der Interpreten Paramore, Haim, Phoebe Bridgers, Beabadoobee, Girl in Red, Muna, Gayle, Gracie Abrams und Owenn auf. The Eras Tour war Swifts erste Konzerttour seit fünf Jahren und wurde zunächst mit 27 Auftritten in 20 Städten der Vereinigten Staaten angesetzt. Am 4. November wurde die Anzahl der Auftritte in den Vereinigten Staaten von 27 auf 35 erhöht. Wegen der großen Nachfrage erfolgte am 11. November eine Aufstockung auf 52 Auftritte.
Am 2. Juni kündigte Swift Tourdaten für Mexiko, Brasilien und Argentinien an. Am 12. Juni wurde aufgrund der großen Nachfrage auch der lateinamerikanische Showabschnitt um drei weitere Shows ergänzt. Am 20. Juni wurden erstmals interkontinentale Tourdaten – auch für Deutschland, Österreich und die Schweiz – bekannt gegeben. Am 27. Juni und am 5. Juli wurden erst 8, dann 14 Konzerte in Europa ergänzt. Ab dem 14. November wurden weitere Konzerte in London hinzugefügt. Im Vorprogramm trat erneut die US-amerikanische Band Paramore auf. Die Anzahl der Konzerte in Asien und Australien wurde ebenfalls nachträglich erhöht. Im lateinamerikanischen Tourabschnitt, sowie in Australien und Singapur wird Sabrina Carpenter als Vorgruppe auftreten.
Am 3. August 2023 wurde die Tour um eine Rückkehr nach Nordamerika mit 15 Shows und mit Shows in Kanada erweitert. Am 2. November verlängerte Swift die Tour um drei weitere Shows in Vancouver und am 28. Februar 2024 um eine Show in Madrid.

## Ticketverkauf
Der offizielle Ticketverkaufsstart für den Abschnitt in den Vereinigten Staaten war für den 18. November 2022 geplant. Durch Swifts langjährige Partnerschaft mit dem Kreditinstitut Capital One begann der Ticketerwerb für Kunden des Dienstes bereits am 15. November. Des Weiteren war vom 1. November bis zum 9. November eine Registrierung im Verified-Fan-Programm von Ticketmaster möglich, wodurch besondere Codes für den Vorverkauf ab dem 15. November erworben werden konnten. Personen, die Tickets für Swifts geplante Lover Fest-Tournee gekauft hatten, konnten ebenfalls einen Zugriff auf den Vorverkauf erhalten. Aufgrund der rekordbrechenden Nachfrage im Vorverkauf wurde der offizielle Ticketverkauf vorerst abgesagt. Die Preise der Tickets für den US-amerikanischen Tourabschnitt betrugen zwischen 49 US-Dollar und 449 US-Dollar plus zusätzliche Servicegebühren. Zudem waren VIP-Pakete für 199 US-Dollar bis 899 US-Dollar erhältlich. Bereits vor dem Ticketverkauf wies die US-amerikanische Zeitung USA Today darauf hin, dass Dynamic Pricing aktiv sein könnte und die Preise während des Verkaufs variieren.

“[…] based on the volume of traffic to our site, Taylor would need to perform over 900 stadium shows (almost 20x the number of shows she is doing)… that’s a stadium show every single night for the next 2.5 years.”

„[…] Basierend auf dem Verkehrsaufkommen auf unserer Webseite müsste Taylor über 900 Stadionshows durchführen (fast das 20-fache der aktuellen Shows)… Das ist eine Stadionshow an jedem einzelnen Abend für die nächsten 2,5 Jahre.“

Während des Vorverkaufs wurde eine erhebliche Nachfrage nach Tickets registriert. Am 15. November stürzte die Webseite von Ticketmaster aufgrund der „historisch beispiellosen Nachfrage, zu der Millionen Menschen erschienen sind“ (“historically unprecedented demand with millions showing up”) ab. Ticketmaster schätzt, dass 15 Prozent aller Interaktionen während des Verkaufs mit Fehlern konfrontiert wurden. Vor dem Ticketverkauf registrierten sich rekordbrechende dreieinhalb Millionen Besucher im Verified-Fan-Programm. Bereits am ersten Tag des Vorverkaufs wurden über 2 Millionen Tickets verkauft – mehr als jemals bei einer Tour zuvor.
Auch für den zweiten Tourabschnitt in lateinamerikanischen Ländern wurde Ticketmasters Verified-Fan-Programm eingesetzt. In Mexiko begann der Ticketverkauf am 13. Juni. In Argentinien und Brasilien startete der öffentliche Verkauf am 12. Juni, allerdings wurde registrierten Fans vorher bereits ein Vorverkauf ermöglicht, ähnlich wie in den Vereinigten Staaten.
In Europa begann der Vorverkauf je nach Land zwischen dem 10. Juli und dem 13. Juli 2023. Im Gegensatz zu Ticketmaster werden die Tickets deutschsprachiger Länder und Italiens über Tochterunternehmen der CTS Eventim gehandelt. Bis zum 23. Juni hatten Fans dort die Möglichkeit, sich für jede Stadt einzeln im Vorverkauf zu registrieren. Ein ausgeloster Anteil erhielt am Abend vor dem Verkaufsstart einen personengebundenen Zugangscode und wurde damit zum Kauf von maximal vier Tickets in der entsprechenden Stadt befugt. Andere wurden in eine Warteschlange versetzt und erhielten die Möglichkeit auf Tickets, sobald weitere verfügbar waren. Für Personen, die sich nicht registriert hatten, war zunächst kein direkter Ticketkauf möglich. Der Weiterhandel von Tickets wird alleinig über Eventims offizielle Weiterverkaufsstelle fanSALE ermöglicht. Ein Verkauf anderswo sei aufgrund einer Personalisierung der Tickets technisch bereits nicht umsetzbar. Die Tickets für Gelsenkirchen kosteten zwischen 102,15 € und 240,15 €, beziehungsweise bis 641,50 € für VIP-Pakete, und waren – von den VIP-Paketen abgesehen – binnen einer halben Stunde ausverkauft. In Wien variierten die Preise zwischen 69,40 € und 199,95 €, beziehungsweise bis 808,85 € für VIP-Pakete. Die drei geplanten Konzerte im Wiener Ernst-Happel-Stadion wurden wegen geplanter terroristischer Anschläge abgesagt.
Als erste Konzerttour, die schätzungsweise über eine Milliarde US-Dollar eingenommen hat, wurde die Tournee im Dezember 2023 von Guinness World Records als kommerziell erfolgreichste Tournee weltweit anerkannt. Die The Eras Tour löst damit Elton Johns Tournee Farewell Yellow Brick Road, welcher nach über 300 Shows etwa 939 Millionen US-Dollar zugeschrieben werden, nach nur 60 Shows mit 1,04 Milliarden US-Dollar ab. Pollstar schätzte die Einnahmen dafür auf 17,3 Millionen US-Dollar pro Konzert.

## Bühnenbild

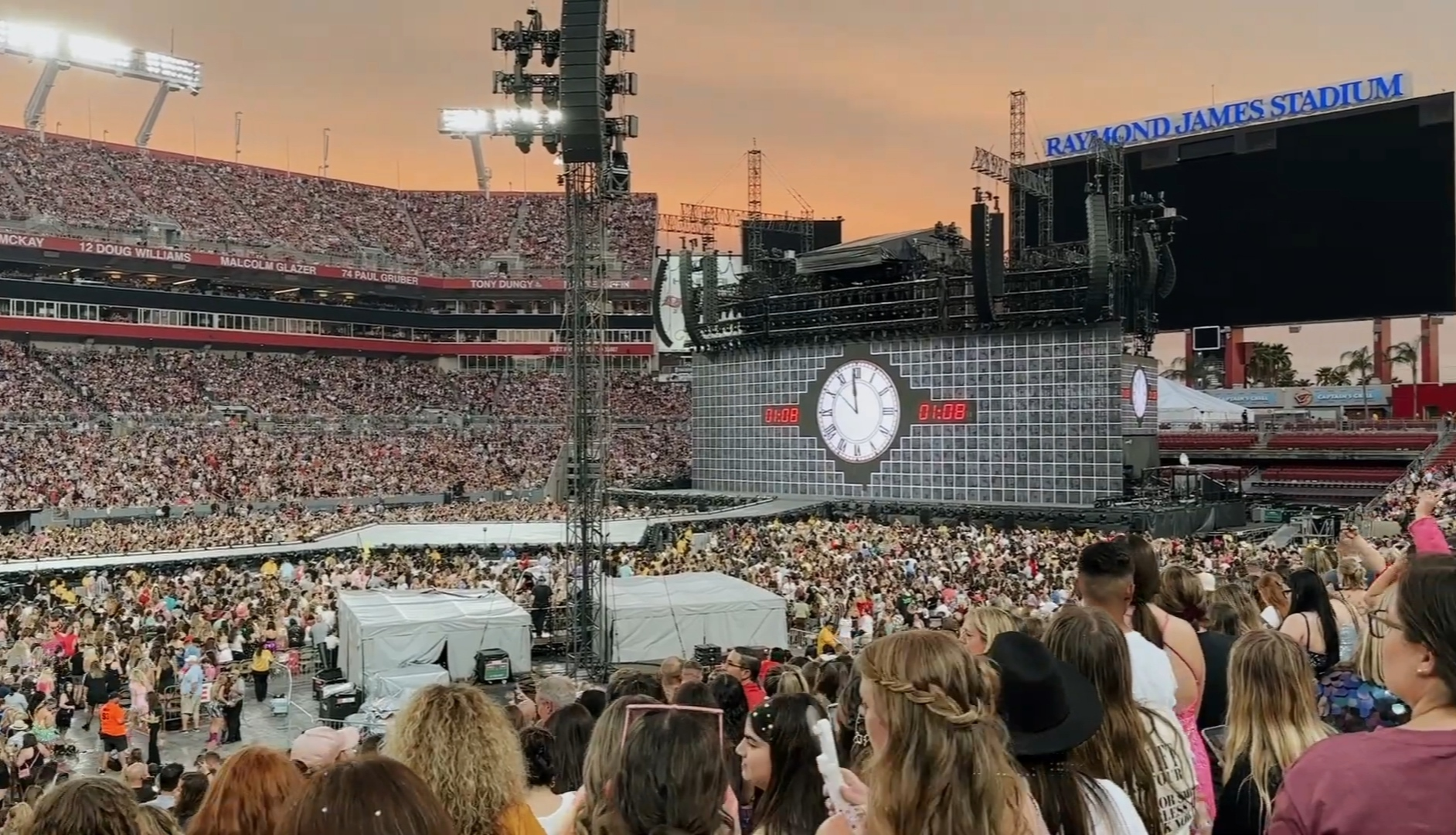
Die Hauptbühne, verbunden mit der mittleren Zweitbühne im Raymond James Stadium.

Die Bühne besteht aus drei Teilen, die über Laufstege miteinander verbunden sind. Die Hauptbühne trägt einen riesigen LED-Bildschirm im Hintergrund. Die zweite Bühne hat die Form einer Raute und steht zwischen den beiden anderen Bühnen. Die dritte Bühne ist rechteckig und steht dem Zentrum am nächsten. Links und rechts von der Bühne sind ebenfalls Monitore angebracht, um bessere Sicht für die Plätze zu schaffen, die sich besonders weit seitlich neben oder hinter der Bühne befinden. Die Zweitbühne verfügt über mehrere Hebebühnen, die verschiedene Formen – wie beispielsweise die einer Treppe – annehmen können. Des Weiteren werden während der Show Grafiken auf die Bühnen projiziert und reichlich Pyrotechnik eingesetzt. Die Bühnentechnik ist darauf ausgelegt, das Bühnenbild schnell und effektiv auf die verschiedenen Atmosphären der Lieder anzupassen. Swift wird von 16 Tänzern choreografisch begleitet. Während der Show passieren mehrere Kostüm-, Mikrofon- und Instrumentwechsel um dem Stil eines Albums gerecht zu werden. Die Kostüme spielen dabei häufig auf ältere Auftritte und Musikvideos an. Es handelt sich um Spezialanfertigungen von Versace, Roberto Cavalli, Nicole + Felica Couture, Zuhair Murad, Óscar de la Renta, Etro, Alberta Ferretti und Christian Louboutin.
Vor der Show werden außerdem Xylobänder verteilt.

## Rezeption
“It’s easy to compare one of Swift’s stadium shows to something you’d see on Broadway — never has that been more true than for The Eras Tour. The setlist is cut up into acts, grouped together by eras for each of Swift’s ten studio albums. For each era/act, Swift went full-send into that album’s look, feel, costume, color blocking, and more.”

„Es ist leicht, eine von Swifts Stadionshows mit etwas zu vergleichen, das man am Broadway sehen würde – nie war das wahrer als bei der The Eras Tour. Die Setlist ist in Akte unterteilt, die in Ären für jedes von Swifts zehn Studioalben gruppiert sind. Für jede/n Ära/Akt hat Swift den Look, das Gefühl, die Kostüme, die Farbgebung und vieles mehr des jeweiligen Albums übernommen.“

Die The Eras Tour erhielt eine große mediale Aufmerksamkeit und genoss zahlreiches Lob und Anerkennung in der Musik- und Unterhaltungsbranche. Billboard bezeichnete die Tour als „Blockbuster des Jahres, den man gesehen haben muss“ (“must-see blockbuster of the year”). Rolling Stone-Autor Rob Sheffield beschrieb die Show als unvergleichlich und als „die Beste [von Swifts] Tourneen, mit einem absurden Abstand“. (“This is her best tour ever, by an absurd margin.”) Waiss Aramesh berichtete von einer „Live-Musik in ihrem höchsten Spektakel und größten Ausmaß“ (“[…] live music at its highest spectacle and greatest excess”). Im The Guardian lobte Adrian Horton die „extravagante“ Inszenierung, sowie die Musik und Swifts Gesang. In der britischen Musikzeitschrift NME schrieb Erica Campbell von einer „cinematischen Welt“, die durch den Einsatz von Pyrotechnik und „aufwendigen Kostümen“ auf der Bühne erschaffen und durch Swift verkörpert werde. Die dreistündige Show zeige, wie Swifts Diskografie demonstriere „was es bedeutet, ein Mensch zu sein“. (“But viewed as an entire story, watched for more than three hours straight, her discography seems less painted by moments of easily digestible pop songs or acutely aware indie pop tracks […] but a full picture of what it means to be human.”) Jon Caramanica hob in der The New York Times den Umfang der Tournee, den Ehrgeiz und die Darstellung aller musikalischen Wendepunkte in Swifts Karriere hervor.

## Auswirkung

### Wirtschaft
“If Taylor Swift were an economy, she’d be bigger than 50 countries; if she was a corporation, her Net Promoter Score would make her the fourth most admired brand, and her loyalty numbers mimic those of subjects to a royal crown. It’s all a testament to her focus on the fan experience.”

„Wäre Taylor Swift eine Volkswirtschaft, wäre sie größer als 50 Länder; wäre sie ein Unternehmen, wäre sie mit ihrem Net Promoter Score die viertbeliebteste Marke, und ihre Loyalitätszahlen ähneln denen von treuen Untertanen einer königlichen Krone. All das ist ein Beweis dafür, dass sie sich auf das Erlebnis ihrer Fans fokussiert.“

Die Tournee trug beachtlich zur lokalen Wirtschaft aller besuchten Städte bei. Das US-amerikanische Marktforschungs- und Umfrageunternehmen QuestionPro ermittelte anhand einer Umfrage, dass Konzertteilnehmer im Durchschnitt über 1.300 US-Dollar für Tickets, die Anreise, Nahrung und Bekleidung ausgaben und schätzte daher die tourbedingten Netto-Konsumausgaben allein in den Vereinigten Staaten auf 4,6 Milliarden US-Dollar. Insgesamt wurde der ökonomische Einfluss auf 5 Milliarden US-Dollar geschätzt und sei damit größer als das Bruttoinlandsprodukt von 50 Ländern. Bloomberg führte zur Erklärung dieses Phänomens den Begriff „Swiftonomics“ ein. Die Tour förderte das lokale Gastgewerbe und die Einnahmen aus dem Tourismus um Millionen von Dollar. Verschiedene Restaurants, Bars und andere Unternehmen boten daher Swift-bezogene Aktivitäten und Menüs an, die sich zumeist großer Beliebtheit erfreuten.
- In Houston wurden während Swifts drei Konzerten die höchsten wöchentlichen Hoteleinnahmen im Jahr 2023 erzielt. Die Belegungsrate stieg auf etwa 78 % und war damit um 34 % höher als im Jahr 2019.[60]
- In Boston waren alle Hotels, Züge und Restaurantreservierungen Tage vor der anstehenden Tour im nahegelegenen Foxborough ausverkauft.[61]
- In Chicago wurden zu den Konzertnächten in Hotels mit durchschnittlichen 96,8 % die höchsten lokalen Belegungsraten jemals registriert.[55]
- In Cincinnati beliefen sich die Ausgaben im Zusammenhang mit der Tournee schätzungsweise auf 48 Millionen US-Dollar.[59]
- Das Country Music Hall of Fame and Museum, welches Swift eine Ausstellung widmete, erzielte im Mai 2023 mit 114.000 Ticketverkäufen die höchsten Umsätze in der 65-jährigen Geschichte des Museums.[59]
- In Minneapolis berichteten Mitarbeitende des örtlichen Cafés Glam Doll Donuts, zur Zeit der Shows in 18-stündigen Tagesschichten 1800 Swift-bezogene Donuts verkauft zu haben, bis weitere Bestellungen aufgrund der hohen Nachfrage abgelehnt werden mussten.[59]
- In Santa Clara waren die Hotels mit 98 % um bis zu 50 % mehr ausgelastet als für die Zeit des Jahres üblich.[62]
- Nach Swifts Bekanntgabe der Konzertdaten für das Vereinigte Königreich wurden 22 von 25 Hotels in Edinburgh zu beiden Konzerten ausgebucht.[63]
- Laut einer Analyse des Online-Reiseportals Opodo stiegen die Online-Anfragen für Reiseangebote an den jeweiligen Tour-Daten deutlich im Vergleich zum Vorjahr. Für Stockholm gab es 473 % mehr Anfragen, für Warschau 339 %, für Edinburgh 176 %, für Liverpool 133 % und für Paris 108 %. Zudem kamen die meisten Anfragen für London während der dortigen Konzerte aus den Vereinigten Staaten und Australien.[64]
- Die Gastronomie-Kette L’Osteria verzeichnete in Gelsenkirchen über den Konzertzeitraum täglich einen viermal so großen Umsatz wie „in einem vergleichbaren Zeitraum“.[65]

### Ehrungen
Sämtliche Gouverneure, Bürgermeister und weitere öffentliche Repräsentanten begrüßten Swift in öffentlichen Briefen und Videos, häufig mit Anspielungen auf Werke ihrer Diskografie.
Minnesotas Gouverneur Tim Walz schrieb: „Lange Rede, kurzer Sinn: Taylor Swift hat die Menschen in Minnesota und auf der ganzen Welt verzaubert und inspiriert. Taylor Swift wird für immer und ewig ein positiver Einfluss sein […]“ (original “Long story short, Taylor Swift has enchanted and inspired Minnesotans and people all over the world. Taylor Swift will forever & always be a positive influence […]”). Tampas Bürgermeisterin Jane Castor adressierte Swift in einem öffentlichen Video, in dem sie die Ehrengaben vorheriger Gaststädte darlegte und ankündigte, noch einen Schritt weiter gehen zu wollen. Neben den Ansprachen umfassen die Ehrungen:
- Am 13. März gab der Bürgermeister von Glendale, Jerry Weiers, bekannt, dass die Stadt vom 17. März bis zum 18. März den symbolischen Namen „Swift City“ tragen werde.[69]
- In Arlington wurde am 30. März die Randol Mill Road vor dem AT&T Stadium zu „Taylor Swift Way“ umbenannt.[70] Der Bürgermeister, Jim Ross, ernannte das Wochenende vom 31. März bis zum 2. April zum „Taylor Swift Weekend“. Das Arlington Museum of Art gab bekannt, Swift vom 3. Juni bis zum 24. September eine Ausstellung namens „The Eras Tour Collection“ zu widmen.[71]
- In Tampa wurde Swift für einen Tag zur Ehrenbürgermeisterin der Stadt ernannt. Das Hillsborough County erhielt temporär den Namen „Swiftsborough“. Sowohl das Rathaus, als auch weitere öffentliche Orte wurden als Anspielung auf Swifts viertes Studioalbum Red rot angeleuchtet.[72][73]
- In Houston wurden das NRG Stadium vom 21. April bis zum 23. April in „NRG Stadium (Taylor’s Version)“ umbenannt und das „Taylor Swift The Eras Tour“-Wochenende gefeiert.[74]
- In Arlington, Tampa und Atlanta wurde Swift der Schlüssel zur Stadt überreicht.[57]
- In Swifts Heimatstadt Nashville wurde ihr in Anspielung auf den Vers „Grün war die Farbe des Rasens, auf dem ich im Centennial Park gelesen habe“ (“Green was the color of the grass where I used to read at Centennial Park”, aus Invisible String, Folklore) eine Sitzbank im Centennial Park gewidmet. Das Show-Wochenende vom 5. bis zum 7. Mai wurde zum “Taylor Swift Homecoming Weekend” ernannt.[75] Das Country Music Hall of Fame and Museum öffnete den Mai über eine Ausstellung namens „Through Taylor Swift’s Eras“.[76]
- Der in Philadelphia sitzende Radiosender WTDY-FM änderte zwischen dem 11. und dem 15. Mai seinen Namen zu „Ninety-Swift-Five T-A-Y“ und spielte ausschließlich Lieder aus Swifts Diskografie.[77]
- Im Museum of Arts and Design in New York City wurde eine Ausstellung namens „Taylor Swift: Storyteller“ eröffnet. Es handele sich um einen „karriereübergreifende[n] Blick auf die künstlerischen Innovationen der 12-fachen GRAMMY-Preisträgerin, die zu den produktivsten Songwritern der Geschichte gehört“ (“[…] a career-spanning look at the artistic reinventions of the 12-time GRAMMY Award–winning artist who is one of the most prolific songwriters in history”).[78]
- New Jerseys Gouverneur Phil Murphy ernannte das „Taylor Swift Schinken-Ei-Käse“-Sandwich zum „Sandwich von New Jersey“ (“state sandwich of New Jersey”). Dabei bezog er sich auf eine regionale Debatte darüber, ob das besagte Sandwich als „New Jersey Pork Roll“ oder „Taylor Ham Sandwich“ bezeichnet werden solle.[66]
- In Chicago wurden die Antennen des Willis Towers in den verschiedenen Farben der Alben von Taylor Swift bestrahlt.[66]
- Pittsburgh wurde das Showwochenende über in „Swiftsburgh“ umbenannt. Das Carnegie Science Center organisierte eine Eras-Tour-bezogene Schnitzeljagd. Dafür wurden in Ausstellungen zehn verschiedene Figuren versteckt, die Taylor Swift in verschiedenen Outfits darstellen – jedes repräsentiert ein Album.[79] Anschließend fand eine Lasershow in einem nahegelegenen Planetarium statt.[80]
- Minneapolis wurde temporär in „Swiftieapolis“ umbenannt. Der Gouverneur des Staats Minnesota, Tim Walz, ernannte den 23. und 24. Juni zu „Taylor Swift Days“.[81]
- Der Bürgermeister von Cincinnati ernannte den 30. Juni zum „Taylor Swift Day“.[82] Die dem Veranstaltungsort nahegelegene Taylor Avenue der Nachbarstadt Bellevue wurde in „Taylor Swift Avenue“ umbenannt.[83] Im Cincinnati Zoo and Botanical Garden wurde ein „Swiftie-Weekend“ veranstaltet.[84]
- Die Innenstadt in Kansas City wurde Speak Now (Taylor’s Version) zu Ehren lila beleuchtet.[85] In North Kansas City wurden zwei Straßen in „Swift Street (Taylor’s Version)“ und „Cornelia Street“ umbenannt.[86] Der letztere Name spielt auf das gleichnamige Lied aus Swifts siebten Studioalbum Lover an.
- Seattles Space Needle wurde mit Swift-bezogenen Freundschaftsarmbändern bestückt.[87] Das Washington State Department of Natural Resources ernannte Swift zur „Ehrengeologin“.[88]
- Die Bürgermeisterin von Santa Clara – temporär „Swiftie Clara“ – ernannte Swift zur Ehrenbürgermeisterin.[89]
- Die Fluggesellschaft Air New Zealand gab bekannt, aufgrund der Tour weitere Flüge einzuführen. Dafür werde die Bezeichnung „NZ1989“ umfunktioniert, um so auf Swifts fünftes Studioalbum 1989 anzuspielen.[90]
- Für das Jahr 2024 wurde eine Swift-bezogene Kreuzfahrt namens „In My Era Cruise“ von Miami über die Bahamas-Inseln nach dem Show-Wochenende in Miami angesetzt.[91]
- In Rio de Janeiro wurde ein T-Shirt mit der Aufschrift „Welcome to Brasil“ auf die Christusstatue Cristo Redentor projiziert, nachdem der verantwortliche Pfarrer eine besondere Botschaft versprach, sobald 300.000 R$ (etwa 56.000 €) für Wasser und Panettone gespendet worden seien.[92] Das T-Shirt spielt dabei auf Swifts Musikvideo zu You Belong with Me an.[93]
- In São Paulo wurden das Rathaus, das Monumento às Bandeiras und weitere öffentliche Gebäude in den Farben von Swifts Alben bestrahlt.[94]
- In Tokio wurde für den 7. Februar 2024 bis zum 20. Februar eine Straße Shibuyas in Shibuya Center Gai (Taylor’s Version) umbenannt. Zusätzlich wurden die Cover von Swifts Alben mit Grußbotschaften aufgehängt und ihre Diskografie als Hintergrundmusik gespielt.[95]
- In Gelsenkirchen stimmte die Oberbürgermeisterin Karin Welge einer temporären Umbenennung der Stadt in „Swiftkirchen“ zu. Über den Konzertzeitraum bis zum 19. Juli 2024 würde Swift außerdem ein Stein in dem Gelsenkirchen Walk of Fame gewidmet werden.[96]

### Veröffentlichungen
Während des Tourzeitraums wurden einige Veröffentlichungen für die Tour, oder während der Tour angekündigt und durchgeführt.
- Am 17. März 2023 wurden zu Ehren der Eröffnungsshow Neuaufnahmen von Eyes Open und Safe & Sound (aus Die Tribute von Panem), sowie If This Was a Movie (Speak Now) und das bis dato unveröffentlichte All of the Girls You Loved Before (Lover) publiziert.[97]
- Am 5. Mai kündigte Swift während ihrer Show in Nashville die Veröffentlichung der Neueinspielung ihres Speak Now-Albums für den 7. Juli an.[98]
- Ab dem 26. Mai wurden bei ausgewählten Konzerten eine exklusive Version ihres zehnten Studioalbums Midnights – The Late Night Edition – in CD-Form vor Ort verkauft.[99]
- Am 7. Juli wurde das Musikvideo zu I Can See You aus Speak Now (Taylor’s Version) während einer Show in Kansas City uraufgeführt. Hauptdarsteller Presley Cash, Joey King und Taylor Lautner betraten ebenfalls die Bühne.[100]
- Am 9. August kündigte Swift während des letzten Konzertes des US-Abschnitts in Inglewood die Veröffentlichung der Neueinspielung ihres 1989-Albums für den 27. Oktober an.[101]
- Am 13. Oktober debütierte der Konzertfilm Taylor Swift: The Eras Tour in etwa 8500 Kinos weltweit, der Ausschnitte aus drei der sechs Konzerte in Inglewood zeigt.[102]
- Am 18. Oktober erschien eine Live-Version von Cruel Summer, nachdem das Lied im Juni 2023 als Single ausgekoppelt wurde und Platz 1 der Billboard Hot 100 erreichte.[103][104]
- Am 16. Februar 2024 kündigte Swift während ihres Konzertes in Melbourne eine weitere Sonderausgabe ihres elften Studioalbums The Tortured Poets Department an, die den Bonustrack The Bolter enthalte.[105] Am 23. Februar folgte eine Ankündigung in Sydney für eine Sonderausgabe mit dem Bonustrack The Albatross.[106] Am 3. März kündigte Swift die letzte Sonderausgabe mit dem Bonustrack The Black Dog in Singapur an.[107]
- Am 20. August 2024 veröffentlichte Swift nach der letzten Show in London ein Musikvideo zu I Can Do It With A Broken Heart (aus The Tortured Poets Department), das sich aus Blicken hinter die Kulissen der The Eras Tour zusammensetzt.[108]

### Seismographische Aufzeichnungen bei Konzert in Seattle
Bei einem Auftritt in Seattle registrierten lokale Seismographen für Menschen nicht wahrnehmbare Erschütterungen der Erde, die Fans während des Konzerts im Stadion Lumen Field verursachten. Dieses Phänomen wurde bereits 2011 als Beast Quake gemessen, nachdem während eines NFL-Football-Spiels ein entscheidender Touchdown erzielt wurde. Allerdings fielen die seismischen Aktivitäten damals schwächer und lediglich eine halbe Minute andauernd aus, anstelle mehrerer Stunden. Die stärksten Erschütterungen wurden während der Lieder Shake It Off, Love Story, Bad Blood und Anti-Hero verursacht.

### Taylor Swifts Vermögen
Nach Berechnungen von Bloomberg stieg Taylor Swifts Nettovermögen durch die The Eras Tour auf über eine Milliarde US-Dollar an. Das The Wall Street Journal kam zu dem Schluss, dass Swift in den Jahren 2023 und 2024 durch die Tour zwischen 300 und 500 Millionen Dollar verdienen könnte – plus überschlägig weiteren 140 Millionen Dollar aus dem Verkauf von Fanartikeln. Nicht berücksichtigt waren Einnahmen aus dem Film zur Show.

### Dehydratation in Rio de Janeiro
Für die Show am 17. November 2023 sprach der für den brasilianischen Tourabschnitt verantwortliche Dienstleister T4F – Time For Fun ein Verbot von selbst mitgebrachten Getränkeflaschen aus. Derweil wurde ein Hitzeindex von knapp 60 °C gemessen, wodurch eine große Nachfrage an Wasser bestand und tausende Zuschauende eine Dehydratation beklagten. Inoffiziellen Schätzungen der örtlichen Feuerwehr zufolge verloren etwa tausend Fans ihr Bewusstsein. Während des zweiten Liedes kollabierte eine 23-jährige Zuschauerin und verstarb am selben Abend. Taylor Swift reagierte auf den Tod in einem Instagram-Post: „Ich kann nicht glauben, dass ich diese Worte schreibe, aber ich muss mit gebrochenem Herzen mitteilen, dass wir heute Abend vor meiner Show einen Fan verloren haben. Ich kann euch gar nicht sagen, wie erschüttert ich darüber bin. Es gibt nur wenige Informationen, die ich habe, außer der Tatsache, dass sie so unglaublich schön und viel zu jung war.“ (Original: “I can’t believe I’m writing these words but it is with a shattered heart that I say we lost a fan earlier tonight before my show. I can’t even tell you how devastated I am by this. There’s very little information I have other than the fact that she was so incredibly beautiful and far too young.”)
T4F richtete am Folgetag über das Gelände verteilte Wasserstationen ein. Das Konzert am 18. November wurde hitzebedingt auf den 20. November verschoben.

## Auszeichnungen
| Auszeichnung             | Jahr | Kategorie                                                  | Resultat  | Ref     |
| ------------------------ | ---- | ---------------------------------------------------------- | --------- | ------- |
| MTV Video Music Awards   | 2023 | Show of the Summer                                         | Gewonnen  | [ 120 ] |
| Guinness World Records   | 2023 | Highest-grossing Music Tour                                | Gewonnen  | [ 121 ] |
| Guinness World Records   | 2023 | Highest-grossing Music Tour per concert by a female artist | Gewonnen  | [ 122 ] |
| Pollstar Awards          | 2024 | Major Tour of the Year                                     | Gewonnen  | [ 123 ] |
| Pollstar Awards          | 2024 | Pop Tour of the Year                                       | Nominiert | [ 123 ] |
| Pollstar Awards          | 2024 | Brand Partnership/Live Campaign of the Year                | Gewonnen  | [ 123 ] |
| Pollstar Awards          | 2024 | Support/Special Guest of the Year                          | Nominiert | [ 123 ] |
| iHeartRadio Music Awards | 2024 | Favorite Tour Style                                        | Gewonnen  | [ 124 ] |
| MTV Europe Music Awards  | 2024 | Best Live Act                                              | Gewonnen  | [ 125 ] |

## Konzertfilm
Am 13. Oktober 2023 erschien mit Taylor Swift: The Eras Tour ein Konzertfilm der The Eras Tour in etwa 8500 Kinos weltweit. Der Film zeigt einen Zusammenschnitt aus drei ihrer Konzerte in Inglewood.
Die Regie führte Sam Wrench, der zuvor an Filmen für Billie Eilish und Lizzo mitwirkte.
Die Produktion verlief über Swifts eigene Produktionsfirma Taylor Swift Productions mit Produktionskosten von schätzungsweise 10 bis 20 Millionen US-Dollar. Nachdem Verhandlungen mit großen Filmstudios gescheitert waren, verlief der Vertrieb unmittelbar an die Kinokette AMC Theatres, wobei die Ticketpreise auf 19,89 US-Dollar für Erwachsene und 13,13 US-Dollar für Kinder und Senioren angesetzt wurden. Dabei wird auf Swifts fünftes Studioalbum 1989, beziehungsweise Swifts Glückszahl 13 angespielt.
Seit 2024 wird der Film vielseitig als kommerziell erfolgreichster Konzertfilm der Filmgeschichte anerkannt.
Dabei wird häufig die Inflation nicht berücksichtigt oder Michael Jackson’s This Is It, der lediglich die Proben der zugehörigen Konzertserie This Is It zeigt, gesondert betrachtet.
2024 erfolgte eine Nominierung für einen Golden Globe Award in der dort neu eingeführten Kategorie Cinematic and Box Office Achievement.
The Walt Disney Company soll mehr als 75 Millionen US-Dollar für die Streaming-Rechte einer erweiterten Version Taylor Swift | The Eras Tour (Taylor’s Version) gezahlt haben, um den Konzertfilm in das Programm des Video-on-Demand-Streaminganbieters Disney+ aufzunehmen.

## Setlist

### Tourabschnitt 1 bis 3

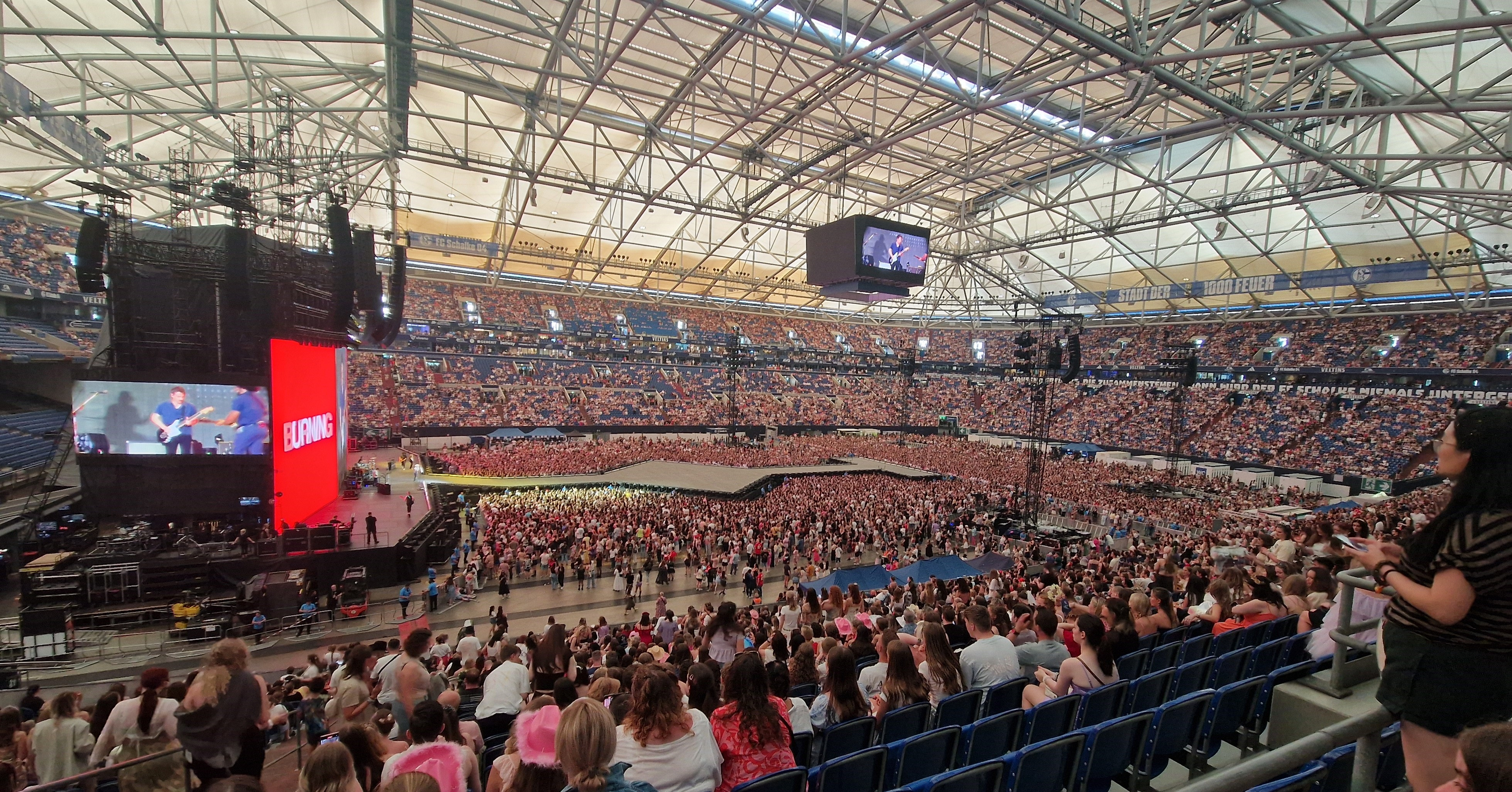
Die gesamte Bühne in der Veltins Arena mit der Vorband Paramore

Die folgende Liste beinhaltet die Lieder der Setlist der Uraufführung am 17. März 2023 in Glendale, sowie spätere Anpassungen bis zur letzten Aufführung im dritten Tourabschnitt in Singapur am 9. März 2024. Nicht enthalten sind temporäre Variationen.
Akt I: Lover
1. Miss Americana & the Heartbreak Prince
2. Cruel Summer
3. The Man
4. You Need to Calm Down
5. Lover
6. The Archer

Akt II: Fearless
1. Fearless
2. You Belong with Me
3. Love Story

Akt III: Evermore
1. ′Tis the Damn Season
2. Willow
3. Marjorie
4. Champagne Problems
5. Tolerate It

Akt IV: Reputation
1. …Ready for It?
2. Delicate
3. Don't Blame Me
4. Look What You Made Me Do

Akt V: Speak Now
1. Enchanted
2. Long Live (ab dem 7. Juli 2023)[140]

Akt VI: Red
1. 22

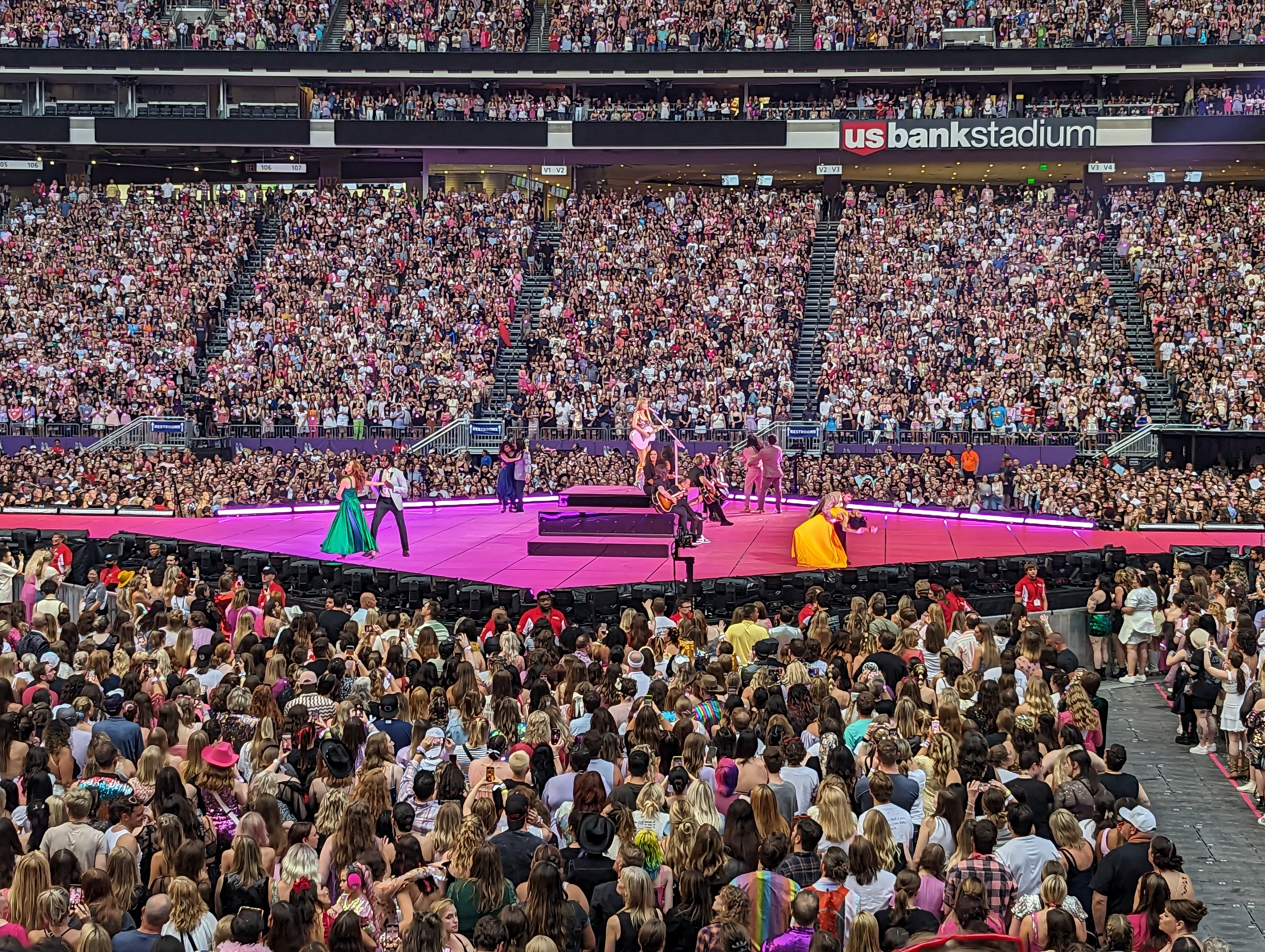
Taylor Swift während des ersten Akts, Lover, in Minneapolis.

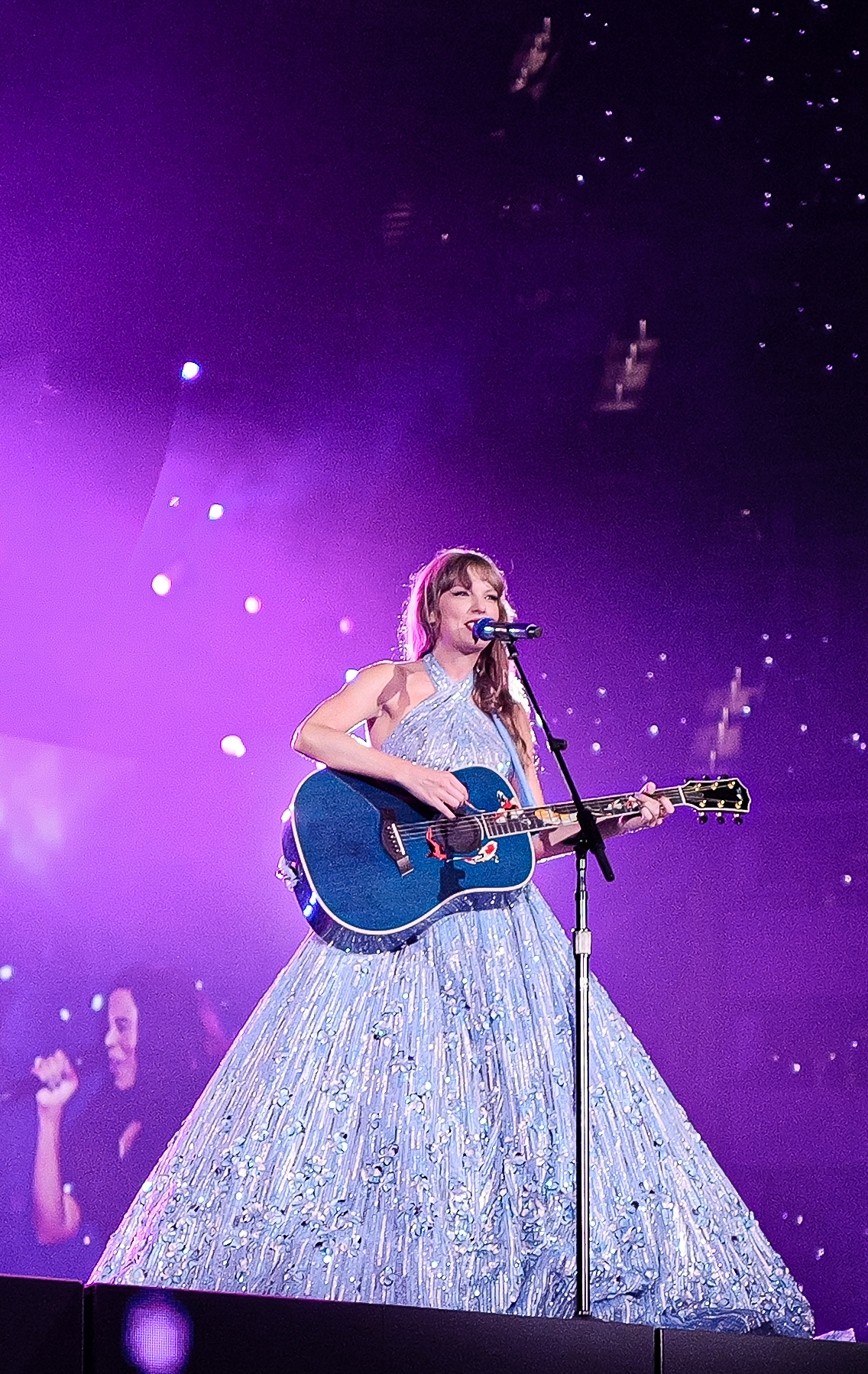
Für Speak Now wird die Bühne lila beleuchtet und Swift trägt ein langes Kleid.

2. We Are Never Ever Getting Back Together
3. I Knew You Were Trouble
4. All Too Well (10 Minute Version)

Akt VII: Folklore
1. Invisible String (ab dem 31. März 2023 The 1)[141]
2. Betty
3. The Last Great American Dynasty
4. August
5. Illicit Affairs
6. My Tears Ricochet
7. Cardigan

Akt VIII: 1989
1. Style
2. Blank Space
3. Shake It Off
4. Wildest Dreams
5. Bad Blood

Akt IX: Akustik-Set
1. Überraschungslied mit Gitarrenbegleitung
2. Überraschungslied mit Klavierbegleitung

Akt X: Midnights
1. Lavender Haze
2. Anti-Hero
3. Midnight Rain
4. Vigilante Shit
5. Bejeweled
6. Mastermind
7. Karma

Änderungen

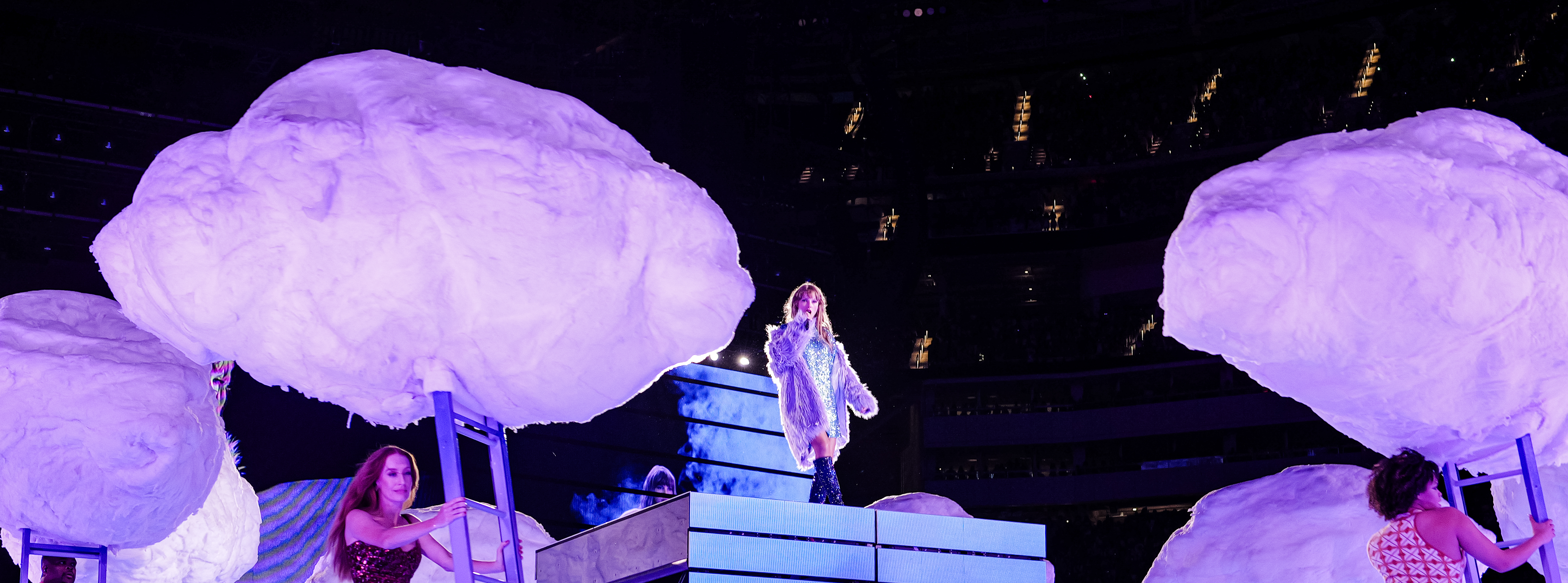
Bei Midnights wird Swift von Wolken umgeben.

- Swift spielte „The 1“ statt „Invisible String“ ab den Konzerten in Arlington.

- Ab den Konzerten in Kansas City wurde aufgrund der Veröffentlichung von Speak Now (Taylor’s Version) „Long Live“ zum Speak Now Set hinzugefügt. „Long Live“ wurde nach den Konzerten in Singapur wieder von der Setlist gestrichen.

- Bei allen Shows bei denen Phoebe Bridgers Vorporgramm war, performte sie mit Swift zusammen „Nothing New“ vor „All Too Well (10 Minute Version)“.
- Bei allen Shows bei denen HAIM Vorprogramm war, ersetzte Swift „Tis the Damn Season“ mit „No Body, No Crime“ und performte den Song zusammen mit HAIM.

### Tourabschnitt 4 und 5
Vor dem vierten Tourabschnitt in Europa veröffentlichte Swift im April 2024 ihr elftes Studioalbum The Tortured Poets Department. Für den Tourauftakt an dem 9. Mai wurde die Setlist grundlegend angepasst.
Akt I: Lover
1. Miss Americana & the Heartbreak Prince
2. Cruel Summer
3. The Man
4. You Need to Calm Down
5. Lover

Akt II: Fearless
1. Fearless
2. You Belong with Me
3. Love Story

Akt III: Red
1. 22
2. We Are Never Ever Getting Back Together
3. I Knew You Were Trouble
4. All Too Well (10 Minute Version)

Akt IV: Speak Now
1. Enchanted

Akt V: Reputation
1. …Ready for It?
2. Delicate
3. Don’t Blame Me
4. Look What You Made Me Do

Akt VI: Folklore / Evermore
1. Cardigan
2. Betty
3. Champagne Problems
4. August
5. Illicit Affairs
6. My Tears Ricochet
7. Marjorie
8. Willow

Akt VII: 1989
1. Style
2. Blank Space
3. Shake It Off
4. Wildest Dreams
5. Bad Blood

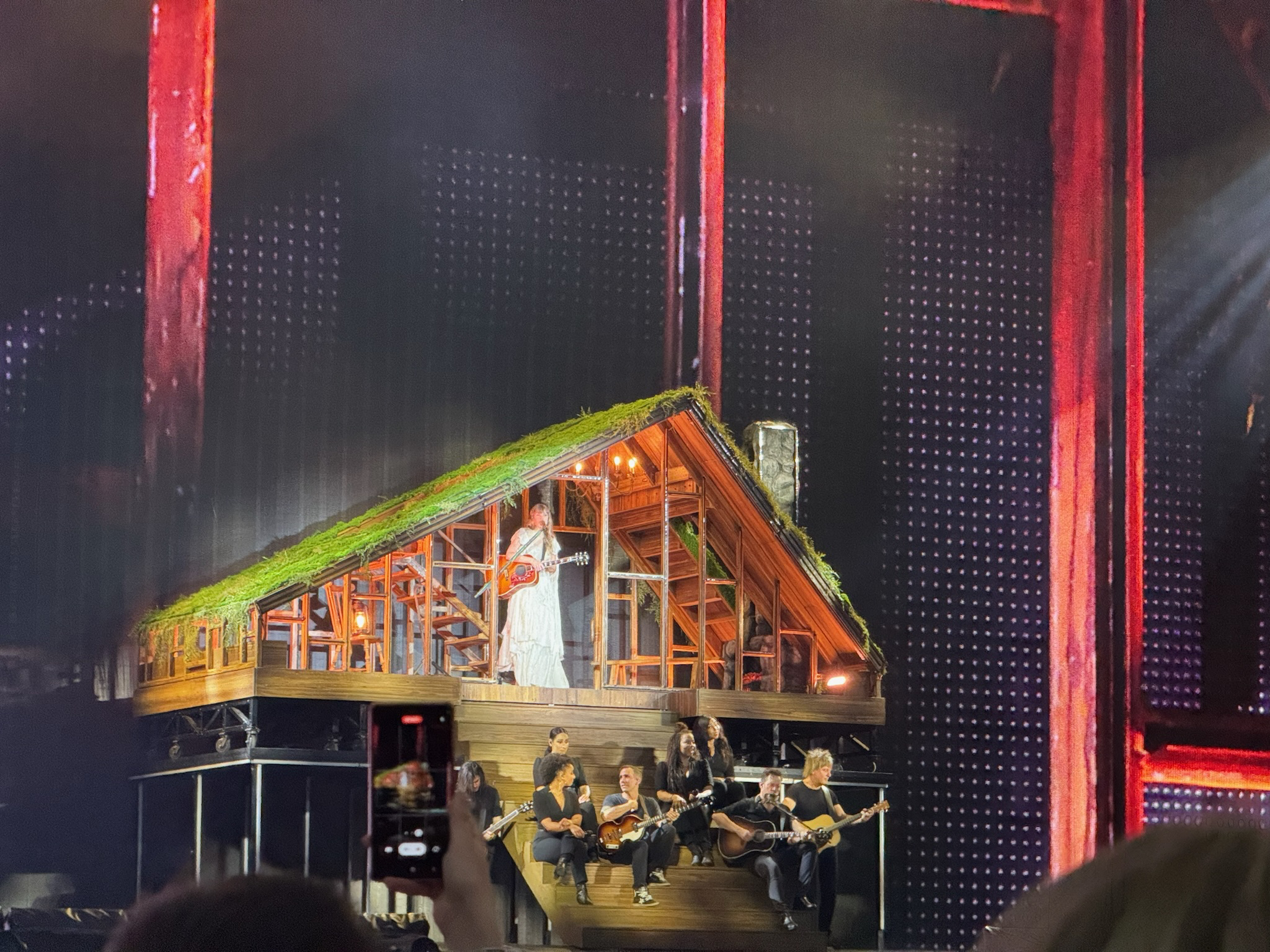
Taylor Swift und ihre Band während der „Folklore-Ära“ in Gelsenkirchen.

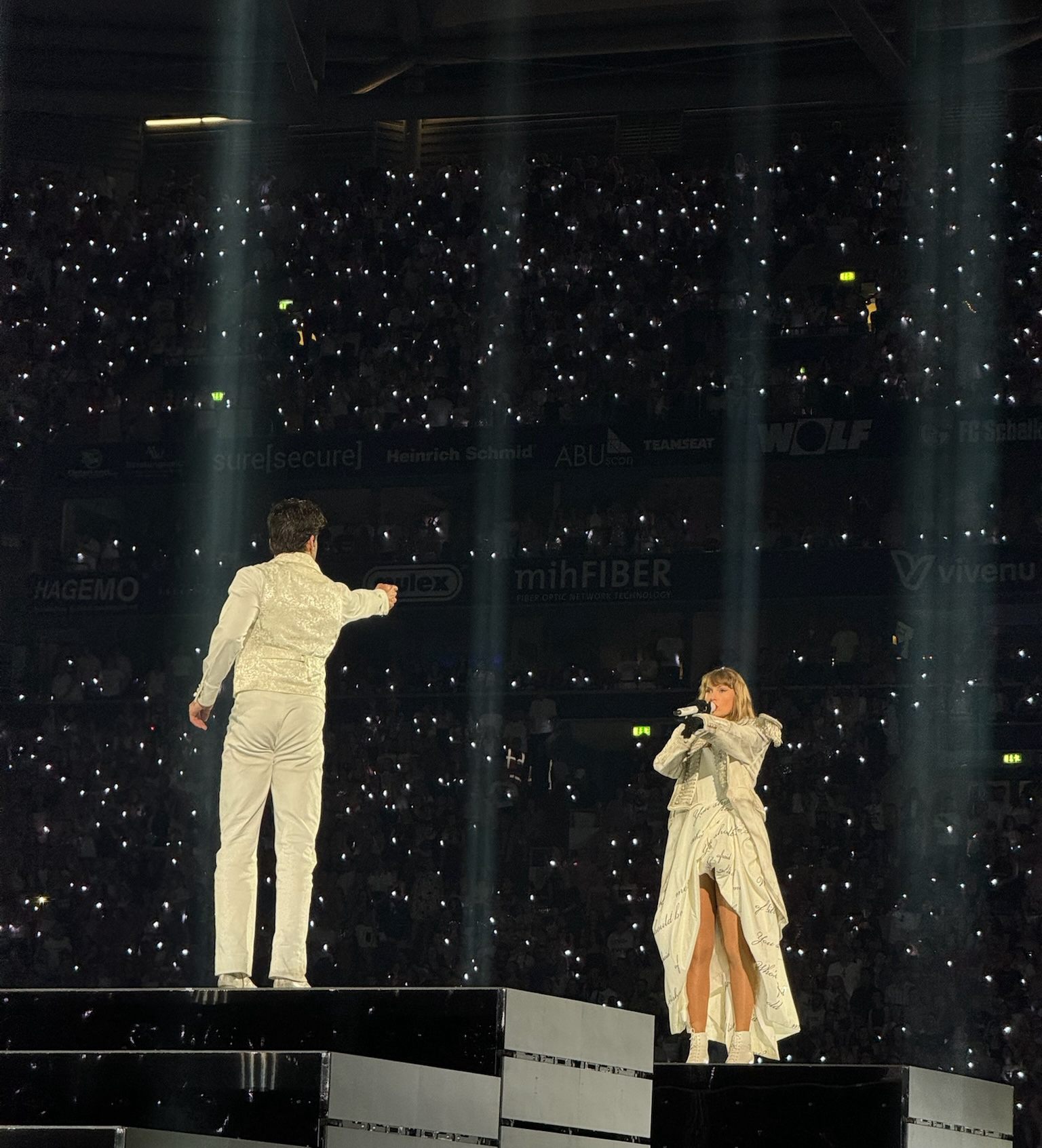
Taylor Swift und Jan Ravnik während The Tortured Poets Department.

Akt VIII: The Tortured Poets Department
1. But Daddy I Love Him
2. So High School
3. Who’s Afraid Of Little Old Me?
4. Down Bad
5. Fortnight
6. The Smallest Man Who Ever Lived
7. I Can Do It With A Broken Heart

Akt IX: Akustik-Set

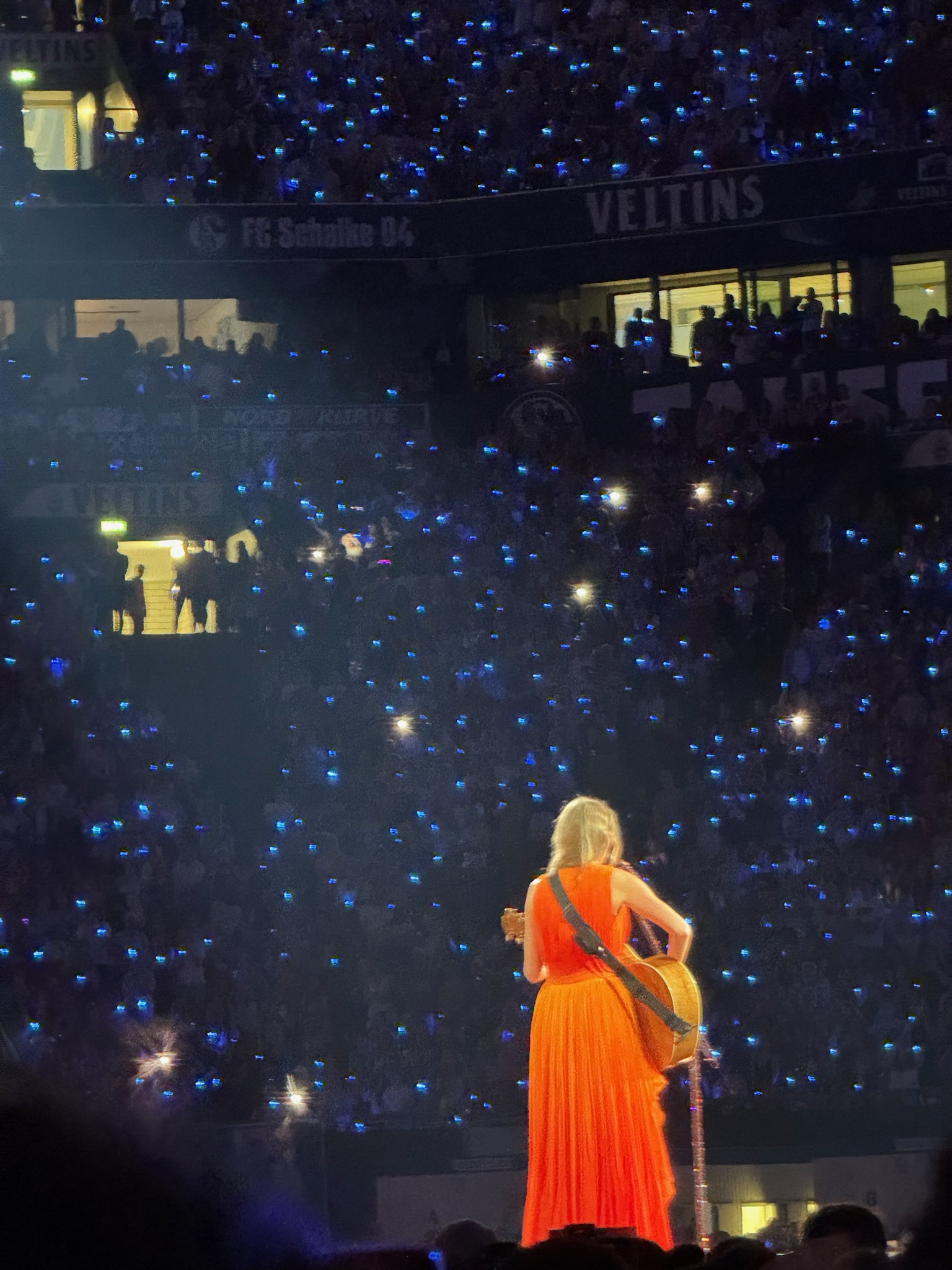
Swift begleitet ein Überraschungslied auf ihrer Gitarre.

1. Überraschungslied mit Gitarrenbegleitung
2. Überraschungslied mit Klavierbegleitung

Akt X: Midnights
1. Lavender Haze
2. Anti-Hero
3. Midnight Rain
4. Vigilante Shit
5. Bejeweled
6. Mastermind
7. Karma

Änderungen
- Am 20. August 2024, dem letzten Konzert in London, performte Swift zusammen mit Florence Welch ihren gemeinsamen Song Florida!!! nach So High School. Zur Eröffnung des fünften und letzten Tourabschnitts wiederholte sie vom 18. bis 20. Oktober 2024 in Miami diese zusätzliche Performance.[143]

### Überraschungslieder
Ähnlich wie auf der Reputation Stadium Tour (2018) wird Swift bei jedem Konzert die Akustikversionen zweier Überraschungslieder spielen. Dabei wird das erste von ihr persönlich auf einer Gitarre und das zweite auf einem Klavier begleitet. Ab 2024 spielte Swift zunehmend Medleys. Die zugehörigen Titel werden in der folgenden Liste durch Schrägstriche separiert.

#### 2023
- Glendale (17. März 2023): Mirrorball & Tim McGraw
- Glendale (18. März): This Is Me Trying & State of Grace
- Las Vegas (24. März): Our Song & Snow on the Beach
- Las Vegas (25. März): Cowboy Like Me (mit Marcus Mumford) & White Horse
- Arlington (31. März): Sad Beautiful Tragic & Ours
- Arlington (1. April): Death By A Thousand Cuts & Clean
- Arlington (2. April): Jump Then Fall & The Lucky One
- Tampa (13. April): Speak Now & Treacherous
- Tampa (14. April): The Great War (mit Aaron Dessner) & You’re On Your Own, Kid
- Tampa (15. April): Mad Woman (mit Aaron Dessner) & Mean
- Houston (21. April): Wonderland & You’re Not Sorry
- Houston (22. April): A Place in This World & Today Was a Fairytale
- Houston (23. April): Begin Again & Cold As You
- Atlanta (28. April): The Other Side of the Door & Coney Island
- Atlanta (29. April): High Infidelity & Gorgeous
- Atlanta (30. April): I Bet You Think About Me & How You Get the Girl
- Nashville (5. Mai): Sparks Fly & Teardrops on My Guitar
- Nashville (6. Mai): Out of the Woods & Fifteen
- Nashville (7. Mai): Would’ve, Could’ve, Should’ve (mit Aaron Dessner) & Mine
- Philadelphia (12. Mai): Gold Rush & Come Back…Be Here
- Philadelphia (13. Mai): Forever & Always & This Love
- Philadelphia (14. Mai): Hey Stephen & The Best Day
- Foxborough (19. Mai): Should’ve Said No & Better Man
- Foxborough (20. Mai): Question…? & Invisible
- Foxborough (21. Mai): I Think He Knows & Red
- East Rutherford (26. Mai): Getaway Car (mit Jack Antonoff) & Maroon
- East Rutherford (27. Mai): Holy Ground & False God
- East Rutherford (28. Mai): Welcome to New York & Clean
- Chicago (2. Juni): I Wish You Would & The Lakes
- Chicago (3. Juni): You All Over Me & I Don’t Wanna Live Forever
- Chicago (4. Juni): Hits Different & The Moment I Knew
- Detroit (9. Juni): Haunted & I Almost Do
- Detroit (10. Juni): All You Had to Do Was Stay & Breathe
- Pittsburgh (16. Juni): Mr. Perfectly Fine & The Last Time
- Pittsburgh (17. Juni): Seven (mit Aaron Dessner) & The Story of Us
- Minneapolis (23. Juni): Paper Rings & If This Was a Movie
- Minneapolis (24. Juni): Dear John & Daylight
- Cincinnati (30. Juni): I’m Only Me When I’m With You & Evermore
- Cincinnati (1. Juli): Ivy (mit Aaron Dessner), I Miss You, I’m Sorry (mit Gracie Abrams) b & Call It What You Want
- Kansas City (7. Juli): Never Grow Up & When Emma Falls in Love
- Kansas City (8. Juli): Last Kiss & Dorothea
- Denver (14. Juli): Picture to Burn & Timeless
- Denver (15. Juli): Starlight & Back to December
- Seattle (22. Juli): This Is Why We Can’t Have Nice Things & Everything Has Changed
- Seattle (23. Juli): Message In A Bottle & Tied Together With a Smile
- Santa Clara (28. Juli): Right Where You Left Me (mit Aaron Dessner) & Castles Crumbling
- Santa Clara (29. Juli): Stay Stay Stay & All Of The Girls You Loved Before
- Inglewood (3. August): I Can See You & Maroon
- Inglewood (4. August): Our Song & You Are In Love
- Inglewood (5. August): Death By A Thousand Cuts & You’re On Your Own, Kid
- Inglewood (7. August): Dress & Exile
- Inglewood (8. August): I Know Places & King of My Heart
- Inglewood (9. August): New Romantics & New Year’s Day
- Mexiko-Stadt (24. August): I Forgot That You Existed & Sweet Nothing
- Mexiko-Stadt (25. August): Tell Me Why & Snow on the Beach
- Mexiko-Stadt (26. August): Cornelia Street & You’re On Your Own, Kid
- Mexiko-Stadt (27. August): Afterglow & Maroon
- Buenos Aires (9. November): The Very First Night & Labyrinth
- Buenos Aires (11. November): Is It Over Now?-Out of the Woods-Medley & End Game
- Buenos Aires (12. November): Better Than Revenge & Slut!
- Rio de Janeiro (17. November): Stay Beautiful & Suburban Legends
- Rio de Janeiro (19. November): Dancing with Our Hands Tied & Bigger Than The Whole Sky
- Rio de Janeiro (20. November): Me! & So It Goes…
- São Paulo (24. November): Now That We Don’t Talk & Innocent
- São Paulo (25. November): Safe & Sound & Untouchable
- São Paulo (26. November): Say Don’t Go & It’s Time to Go[146]

#### 2024
- Tokio (7. Februar 2024): Dear Reader & Holy Ground
- Tokio (8. Februar): Eyes Open & Electric Touch
- Tokio (9. Februar): Superman & The Outside
- Tokio (10. Februar): Come In With The Rain & You’re On Your Own, Kid
- Melbourne (16. Februar): Red & You’re Losing Me
- Melbourne (17. Februar): Getaway Car / August / The Other Side of the Door (Medley) & This Is Me Trying
- Melbourne (18. Februar): Come Back…Be Here / Daylight & Teardrops On My Guitar
- Sydney (23. Februar): How You Get The Girl & White Horse / Coney Island (mit Sabrina Carpenter)
- Sydney (24. Februar): Should’ve Said No / You’re Not Sorry & New Year’s Day / Peace
- Sydney (25. Februar): Is It Over Now? / I Wish You Would & Haunted / Exile
- Sydney (26. Februar): Would’ve Could’ve Should’ve / Ivy & Forever & Always / Maroon
- Singapur (2. März): Mine / Starlight & I Don’t Wanna Live Forever / Dress
- Singapur (3. März): Long Story Short / The Story of Us & Clean / Evermore
- Singapur (4. März): Foolish One / Tell Me Why & This Love / Call It What You Want
- Singapur (7. März): Death By A Thousand Cuts / Babe & Fifteen / You’re On Your Own, Kid
- Singapur (8. März): Sparks Fly / Gold Rush & False God / Slut!
- Singapur (9. März): Tim McGraw / Cowboy Like Me & Mirrorball / Epiphany
- Paris (9. Mai): Paris & Loml
- Paris (10. Mai): Is It Over Now? / Out of the Woods & My Boy Only Breaks His Favorite Toys
- Paris (11. Mai): Hey Stephen & Maroon
- Paris (12. Mai): The Alchemy / Treacherous & Begin Again / Paris
- Stockholm (17. Mai): I Think He Knows / Gorgeous & Peter
- Stockholm (18. Mai): Guilty as Sin? & Say Don’t Go / Welcome to New York / Clean
- Stockholm (19. Mai): Message in a Bottle / How You Get the Girl / New Romantics & How Did It End?
- Lissabon (24. Mai): Come Back…Be Here / The Way I Loved You / The Other Side of the Door & Fresh Out The Slammer / High Infidelity
- Lissabon (25. Mai): The Tortured Poets Department / Now That We Don’t Talk & You’re On Your Own, Kid / Long Live
- Madrid (29. Mai): Sparks Fly / I Can Fix Him (No Really I Can) & I Look in People’s Windows / Snow on the Beach
- Madrid (30. Mai): Our Song / Jump then Fall & King of My Heart
- Lyon (2. Juni): The Prophecy / Long Story Short & Fifteen / You’re On Your Own, Kid
- Lyon (3. Juni): Glitch / Everything Has Changed & Chloe or Sam or Sophia or Marcus
- Edinburgh (7. Juni): Would’ve, Could’ve, Should’ve / I Know Places & ’Tis the Damn Season / Daylight
- Edinburgh (8. Juni): The Bolter / Getaway Car & All of the Girls You Loved Before / Crazier
- Edinburgh (9. Juni): It’s Nice to Have a Friend / Dorothea & Haunted / Exile
- Liverpool (13. Juni): I Can See You / Mine & Cornelia Street / Maroon
- Liverpool (14. Juni): This Is What You Came For / Gold Rush & The Great War / You’re Losing Me
- Liverpool (15. Juni): Carolina / No Body, No Crime & The Manuscript / Red
- Cardiff (18. Juni): I Forgot That You Existed / This Is Why We Can’t Have Nice Things & I Hate It Here / The Lakes
- London (21. Juni): Hits Different / Death by a Thousand Cuts & The Black Dog / Come Back…Be Here / Maroon
- London (22. Juni): Thank You Aimee / Mean & Castles Crumbling (mit Hayley Williams)
- London (23. Juni): Us (mit Gracie Abrams) & Out of the Woods / Is It Over Now? / Clean
- Dublin (28. Juni): State of Grace / You’re On Your Own, Kid & Sweet Nothing / Hoax
- Dublin (29. Juni): The Albatross / Dancing with Our Hands Tied & This Love / Ours
- Dublin (30. Juni): Clara Bow / The Lucky One & You’re On Your Own, Kid
- Amsterdam (4. Juli): Guilty as Sin? / Untouchable & The Archer / Question…?
- Amsterdam (5. Juli): Imgonnagetyouback / Dress & You Are in Love / Cowboy Like Me
- Amsterdam (6. Juli): Sweeter Than Fiction / Holy Ground & Mary’s Song (Oh My My My) / So High School / Everything Has Changed
- Zürich (9. Juli): Right Where You Left Me / All You Had to Do Was Stay & Last Kiss / Sad Beautiful Tragic
- Zürich (10. Juli): Closure / A Perfectly Good Heart & Robin / Never Grow Up
- Mailand (13. Juli): The 1 / Wonderland & I Almost Do / The Moment I Knew
- Mailand (14. Juli): Mr. Perfectly Fine / Red & Getaway Car / Out of the Woods
- Gelsenkirchen (17. Juli): Superstar / Invisible String & Slut! / False God
- Gelsenkirchen (18. Juli): Speak Now / Hey Stephen & This Is Me Trying / Labyrinth
- Gelsenkirchen (19. Juli): Paper Rings / Stay Stay Stay & It’s Time to Go / Better Man
- Hamburg (23. Juli): Teardrops On My Guitar / The Last Time & We Were Happy / Happiness
- Hamburg (24. Juli): The Last Great American Dynasty / Run & Nothing New / Dear Reader
- München (27. Juli): Fresh Out The Slammer / You Are In Love & Ivy / Call It What You Want
- München (28. Juli): I Don’t Wanna Live Forever / Imgonnagetyouback & Loml / Don‘t You
- Warschau (1. August): Mirrorball / Clara Bow & Suburban Legends / New Year’s Day
- Warschau (2. August): I Can Fix Him (No Really I Can) / I Can See You & Red / Maroon
- Warschau (3. August): Today Was a Fairytale / I Think He Knows & The Black Dog / Exile
- London (15. August): Everything Has Changed / End Game / Thinking Out Loud (alle mit Ed Sheeran) & King of My Heart / The Alchemy
- London (16. August): London Boy & Dear John / Sad Beautiful Tragic
- London (17. August): I Did Something Bad & My Boy Only Breaks His Favorite Toys / Coney Island
- London (19. August): Long Live / Change & The Archer / You’re On Your Own, Kid
- London (20. August): Death By A Thousand Cuts / Getaway Car (mit Jack Antonoff) & So Long, London
- Miami (18. Oktober): Tim McGraw / Timeless & This Is Me Trying / Daylight
- Miami (19. Oktober): Should’ve Said No / I Did Something Bad & Loml / White Horse
- Miami (20. Oktober): Out of the Woods / All You Had To Do Was Stay & Mirrorball / Guilty As Sin?
- New Orleans (25. Oktober): Our Song / Call It What You Want & The Black Dog / Haunted
- New Orleans (26. Oktober): Espresso / Please Please Please / Is It Over Now? (mit Sabrina Carpenter) & Hits Different / Welcome To New York
- New Orleans (27. Oktober): Afterglow / Dress & How You Get The Girl / Clean
- Indianapolis (1. November): The Albatross / Holy Ground & Cold As You / Exile
- Indianapolis (2. November): The Prophecy / This Love & Maroon / Cowboy Like Me
- Indianapolis (3. November): Cornelia Street / The Bolter & Death By A Thousand Cuts / The Great War
- Toronto (14. November): My Boy Only Breaks His Favorite Toys / This Is Why We Can’t Have Nice Things & False God / ‘Tis the Damn Season
- Toronto (15. November): I Don’t Wanna Live Forever / Mine & Evermore / Peter
- Toronto (16. November): Us / Out of the Woods (mit Gracie Abrams) & You’re On Your Own, Kid / Long Story Short
- Toronto (21. November): Mr. Perfectly Fine / Better Than Revenge & State of Grace / Labyrinth
- Toronto (22. November): Ours / The Last Great American Dynasty & Cassandra / Mad Woman / I Did Something Bad
- Toronto (23. November): Sparks Fly / Message In A Bottle & You’re Losing Me / How Did It End?
- Vancouver (6. Dezember): Haunted / Wonderland & Never Grow Up / The Best Day
- Vancouver (7. Dezember): I Love You, I’m Sorry / Last Kiss (mit Gracie Abrams) & The Tortured Poets Department / Maroon
- Vancouver (8. Dezember): A Place In This World / New Romantics & Long Live / New Year’s Day / The Manuscript[146]

## Tourdaten
| Datum                                       | Stadt                             | Land                          | Veranstaltungsort               | Vorprogramm                   | Besucherzahl/Kapazität        | Einnahmen                     |
| Tourabschnitt 1 – Nordamerika               | Tourabschnitt 1 – Nordamerika     | Tourabschnitt 1 – Nordamerika | Tourabschnitt 1 – Nordamerika   | Tourabschnitt 1 – Nordamerika | Tourabschnitt 1 – Nordamerika | Tourabschnitt 1 – Nordamerika |
| ------------------------------------------- | --------------------------------- | ----------------------------- | ------------------------------- | ----------------------------- | ----------------------------- | ----------------------------- |
| 17. März 2023                               | Glendale bei Phoenix              | Vereinigte Staaten            | State Farm Stadium              | Paramore Gayle                | —                             | —                             |
| 18. März 2023                               | Glendale bei Phoenix              | Vereinigte Staaten            | State Farm Stadium              | Paramore Gayle                | —                             | —                             |
| 24. März 2023                               | Paradise bei Las Vegas            | Vereinigte Staaten            | Allegiant Stadium               | Beabadoobee Gayle             | —                             | —                             |
| 25. März 2023                               | Paradise bei Las Vegas            | Vereinigte Staaten            | Allegiant Stadium               | Beabadoobee Gayle             | —                             | —                             |
| 31. März 2023                               | Arlington bei Dallas/Forth Worth  | Vereinigte Staaten            | AT&T Stadium                    | Beabadoobee Gracie Abrams     | —                             | —                             |
| 1. April 2023                               | Arlington bei Dallas/Forth Worth  | Vereinigte Staaten            | AT&T Stadium                    | Beabadoobee Gracie Abrams     | —                             | —                             |
| 2. April 2023                               | Arlington bei Dallas/Forth Worth  | Vereinigte Staaten            | AT&T Stadium                    | Beabadoobee Gracie Abrams     | —                             | —                             |
| 13. April 2023                              | Tampa                             | Vereinigte Staaten            | Raymond James Stadium           | Beabadoobee Gayle             | —                             | —                             |
| 14. April 2023                              | Tampa                             | Vereinigte Staaten            | Raymond James Stadium           | Beabadoobee Gracie Abrams     | —                             | —                             |
| 15. April 2023                              | Tampa                             | Vereinigte Staaten            | Raymond James Stadium           | Beabadoobee Gracie Abrams     | —                             | —                             |
| 21. April 2023                              | Houston                           | Vereinigte Staaten            | NRG Stadium                     | Beabadoobee Gracie Abrams     | —                             | —                             |
| 22. April 2023                              | Houston                           | Vereinigte Staaten            | NRG Stadium                     | Beabadoobee Gracie Abrams     | —                             | —                             |
| 23. April 2023                              | Houston                           | Vereinigte Staaten            | NRG Stadium                     | Beabadoobee Gracie Abrams     | —                             | —                             |
| 28. April 2023                              | Atlanta                           | Vereinigte Staaten            | Mercedes-Benz Stadium           | Beabadoobee Gracie Abrams     | -                             | —                             |
| 29. April 2023                              | Atlanta                           | Vereinigte Staaten            | Mercedes-Benz Stadium           | Beabadoobee Gracie Abrams     | 65.639 / 65.639               | —                             |
| 30. April 2023                              | Atlanta                           | Vereinigte Staaten            | Mercedes-Benz Stadium           | Muna Gayle                    |                               | —                             |
| 5. Mai 2023                                 | Nashville                         | Vereinigte Staaten            | Nissan Stadium                  | Phoebe Bridgers Gracie Abrams | —                             | —                             |
| 6. Mai 2023                                 | Nashville                         | Vereinigte Staaten            | Nissan Stadium                  | Phoebe Bridgers Gayle         | —                             | —                             |
| 7. Mai 2023                                 | Nashville                         | Vereinigte Staaten            | Nissan Stadium                  | — a                           | —                             | —                             |
| 12. Mai 2023                                | Philadelphia                      | Vereinigte Staaten            | Lincoln Financial Field         | Phoebe Bridgers Gayle         | —                             | —                             |
| 13. Mai 2023                                | Philadelphia                      | Vereinigte Staaten            | Lincoln Financial Field         | Phoebe Bridgers Gayle         | —                             | —                             |
| 14. Mai 2023                                | Philadelphia                      | Vereinigte Staaten            | Lincoln Financial Field         | Phoebe Bridgers Gracie Abrams | —                             | —                             |
| 19. Mai 2023                                | Foxborough bei Boston             | Vereinigte Staaten            | Gillette Stadium                | Phoebe Bridgers Gayle         | —                             | —                             |
| 20. Mai 2023                                | Foxborough bei Boston             | Vereinigte Staaten            | Gillette Stadium                | Phoebe Bridgers Gayle         | —                             | —                             |
| 21. Mai 2023                                | Foxborough bei Boston             | Vereinigte Staaten            | Gillette Stadium                | Phoebe Bridgers Gracie Abrams | —                             | —                             |
| 26. Mai 2023                                | East Rutherford bei New York City | Vereinigte Staaten            | MetLife Stadium                 | Phoebe Bridgers Gayle         | —                             | —                             |
| 27. Mai 2023                                | East Rutherford bei New York City | Vereinigte Staaten            | MetLife Stadium                 | Phoebe Bridgers Gracie Abrams | —                             | —                             |
| 28. Mai 2023                                | East Rutherford bei New York City | Vereinigte Staaten            | MetLife Stadium                 | Phoebe Bridgers Owenn         | —                             | —                             |
| 2. Juni 2023                                | Chicago                           | Vereinigte Staaten            | Soldier Field                   | Girl in Red Owenn             | —                             | —                             |
| 3. Juni 2023                                | Chicago                           | Vereinigte Staaten            | Soldier Field                   | Girl in Red Owenn             | —                             | —                             |
| 4. Juni 2023                                | Chicago                           | Vereinigte Staaten            | Soldier Field                   | Muna Gracie Abrams            | —                             | —                             |
| 9. Juni 2023                                | Detroit                           | Vereinigte Staaten            | Ford Field                      | Girl in Red Gracie Abrams     | —                             | —                             |
| 10. Juni 2023                               | Detroit                           | Vereinigte Staaten            | Ford Field                      | Girl in Red Owenn             | —                             | —                             |
| 16. Juni 2023                               | Pittsburgh                        | Vereinigte Staaten            | Acrisure Stadium                | Girl in Red Gracie Abrams     | —                             | —                             |
| 17. Juni 2023                               | Pittsburgh                        | Vereinigte Staaten            | Acrisure Stadium                | Girl in Red Owenn             | —                             | —                             |
| 23. Juni 2023                               | Minneapolis                       | Vereinigte Staaten            | U.S. Bank Stadium               | Girl in Red Gracie Abrams     | —                             | —                             |
| 24. Juni 2023                               | Minneapolis                       | Vereinigte Staaten            | U.S. Bank Stadium               | Girl in Red Owenn             | —                             | —                             |
| 30. Juni 2023                               | Cincinnati                        | Vereinigte Staaten            | Paycor Stadium                  | Muna Gracie Abrams            | —                             | —                             |
| 1. Juli 2023                                | Cincinnati                        | Vereinigte Staaten            | Paycor Stadium                  | Muna b                        | —                             | —                             |
| 7. Juli 2023                                | Kansas City                       | Vereinigte Staaten            | GEHA Field at Arrowhead Stadium | Muna Gracie Abrams            | —                             | —                             |
| 8. Juli 2023                                | Kansas City                       | Vereinigte Staaten            | GEHA Field at Arrowhead Stadium | Muna Gracie Abrams            | —                             | —                             |
| 14. Juli 2023                               | Denver                            | Vereinigte Staaten            | Empower Field at Mile High      | Muna Gracie Abrams            | —                             | —                             |
| 15. Juli 2023                               | Denver                            | Vereinigte Staaten            | Empower Field at Mile High      | Muna Gracie Abrams            | —                             | —                             |
| 22. Juli 2023                               | Seattle                           | Vereinigte Staaten            | Lumen Field                     | Haim Gracie Abrams            | —                             | —                             |
| 23. Juli 2023                               | Seattle                           | Vereinigte Staaten            | Lumen Field                     | Haim Gracie Abrams            | —                             | —                             |
| 28. Juli 2023                               | Santa Clara bei San Francisco     | Vereinigte Staaten            | Levi’s Stadium                  | Haim Gracie Abrams            | —                             | —                             |
| 29. Juli 2023                               | Santa Clara bei San Francisco     | Vereinigte Staaten            | Levi’s Stadium                  | Haim Gracie Abrams            | —                             | —                             |
| 3. August 2023                              | Inglewood bei Los Angeles         | Vereinigte Staaten            | SoFi Stadium                    | Haim Gracie Abrams            | —                             | —                             |
| 4. August 2023                              | Inglewood bei Los Angeles         | Vereinigte Staaten            | SoFi Stadium                    | Haim Owenn                    | —                             | —                             |
| 5. August 2023                              | Inglewood bei Los Angeles         | Vereinigte Staaten            | SoFi Stadium                    | Haim Gayle                    | —                             | —                             |
| 7. August 2023                              | Inglewood bei Los Angeles         | Vereinigte Staaten            | SoFi Stadium                    | Haim Gracie Abrams            | —                             | —                             |
| 8. August 2023                              | Inglewood bei Los Angeles         | Vereinigte Staaten            | SoFi Stadium                    | Haim Gracie Abrams            | —                             | —                             |
| 9. August 2023                              | Inglewood bei Los Angeles         | Vereinigte Staaten            | SoFi Stadium                    | Haim Gayle                    | —                             | —                             |
| Tourabschnitt 2 – Lateinamerika             |                                   |                               |                                 |                               |                               |                               |
| 24. August 2023                             | Mexiko-Stadt                      | Mexiko                        | Foro Sol                        | Sabrina Carpenter             | —                             | —                             |
| 25. August 2023                             | Mexiko-Stadt                      | Mexiko                        | Foro Sol                        | Sabrina Carpenter             | —                             | —                             |
| 26. August 2023                             | Mexiko-Stadt                      | Mexiko                        | Foro Sol                        | Sabrina Carpenter             | —                             | —                             |
| 27. August 2023                             | Mexiko-Stadt                      | Mexiko                        | Foro Sol                        | Sabrina Carpenter             | —                             | —                             |
| 9. November 2023                            | Buenos Aires                      | Argentinien                   | Estadio River Plate             | Sabrina Carpenter Louta       | —                             | —                             |
| 11. November 2023                           | Buenos Aires                      | Argentinien                   | Estadio River Plate             | Sabrina Carpenter Louta       | —                             | —                             |
| 12. November 2023 c                         | Buenos Aires                      | Argentinien                   | Estadio River Plate             | Sabrina Carpenter Louta       | —                             | —                             |
| 17. November 2023                           | Rio de Janeiro                    | Brasilien                     | Estádio Olímpico Nilton Santos  | Sabrina Carpenter             | —                             | —                             |
| 19. November 2023                           | Rio de Janeiro                    | Brasilien                     | Estádio Olímpico Nilton Santos  | Sabrina Carpenter             | —                             | —                             |
| 20. November 2023 d                         | Rio de Janeiro                    | Brasilien                     | Estádio Olímpico Nilton Santos  | Sabrina Carpenter             | —                             | —                             |
| 24. November 2023                           | São Paulo                         | Brasilien                     | Allianz Parque                  | Sabrina Carpenter             | —                             | —                             |
| 25. November 2023                           | São Paulo                         | Brasilien                     | Allianz Parque                  | Sabrina Carpenter             | —                             | —                             |
| 26. November 2023                           | São Paulo                         | Brasilien                     | Allianz Parque                  | Sabrina Carpenter             | —                             | —                             |
| Tourabschnitt 3 – Asien und Australien      |                                   |                               |                                 |                               |                               |                               |
| 7. Februar 2024                             | Tokio                             | Japan                         | Tokyo Dome                      | —                             | —                             | —                             |
| 8. Februar 2024                             | Tokio                             | Japan                         | Tokyo Dome                      | —                             | —                             | —                             |
| 9. Februar 2024                             | Tokio                             | Japan                         | Tokyo Dome                      | —                             | —                             | —                             |
| 10. Februar 2024                            | Tokio                             | Japan                         | Tokyo Dome                      | —                             | —                             | —                             |
| 16. Februar 2024                            | Melbourne                         | Australien                    | Melbourne Cricket Grounds       | Sabrina Carpenter             | —                             | —                             |
| 17. Februar 2024                            | Melbourne                         | Australien                    | Melbourne Cricket Grounds       | Sabrina Carpenter             | —                             | —                             |
| 18. Februar 2024                            | Melbourne                         | Australien                    | Melbourne Cricket Grounds       | Sabrina Carpenter             | —                             | —                             |
| 23. Februar 2024                            | Sydney                            | Australien                    | Accorstadium                    | — e                           | —                             | —                             |
| 24. Februar 2024                            | Sydney                            | Australien                    | Accorstadium                    | Sabrina Carpenter             | —                             | —                             |
| 25. Februar 2024                            | Sydney                            | Australien                    | Accorstadium                    | Sabrina Carpenter             | —                             | —                             |
| 26. Februar 2024                            | Sydney                            | Australien                    | Accorstadium                    | Sabrina Carpenter             | —                             | —                             |
| 2. März 2024                                | Singapur                          | Singapur                      | National Stadium, Singapore     | Sabrina Carpenter             | —                             | —                             |
| 3. März 2024                                | Singapur                          | Singapur                      | National Stadium, Singapore     | Sabrina Carpenter             | —                             | —                             |
| 4. März 2024                                | Singapur                          | Singapur                      | National Stadium, Singapore     | Sabrina Carpenter             | —                             | —                             |
| 7. März 2024                                | Singapur                          | Singapur                      | National Stadium, Singapore     | Sabrina Carpenter             | —                             | —                             |
| 8. März 2024                                | Singapur                          | Singapur                      | National Stadium, Singapore     | Sabrina Carpenter             | —                             | —                             |
| 9. März 2024                                | Singapur                          | Singapur                      | National Stadium, Singapore     | Sabrina Carpenter             | —                             | —                             |
| Tourabschnitt 4 – Europa                    |                                   |                               |                                 |                               |                               |                               |
| 9. Mai 2024                                 | Paris                             | Frankreich                    | Paris La Défense Arena          | Paramore                      | —                             | —                             |
| 10. Mai 2024                                | Paris                             | Frankreich                    | Paris La Défense Arena          | Paramore                      | —                             | —                             |
| 11. Mai 2024                                | Paris                             | Frankreich                    | Paris La Défense Arena          | Paramore                      | —                             | —                             |
| 12. Mai 2024                                | Paris                             | Frankreich                    | Paris La Défense Arena          | Paramore                      | —                             | —                             |
| 17. Mai 2024                                | Stockholm                         | Schweden                      | Friends Arena                   | Paramore                      | —                             | —                             |
| 18. Mai 2024                                | Stockholm                         | Schweden                      | Friends Arena                   | Paramore                      | —                             | —                             |
| 19. Mai 2024                                | Stockholm                         | Schweden                      | Friends Arena                   | Paramore                      | —                             | —                             |
| 24. Mai 2024                                | Lissabon                          | Portugal                      | Estádio da Luz                  | Paramore                      | —                             | —                             |
| 25. Mai 2024                                | Lissabon                          | Portugal                      | Estádio da Luz                  | Paramore                      | —                             | —                             |
| 29. Mai 2024                                | Madrid                            | Spanien                       | Estadio Santiago Bernabéu       | Paramore                      | —                             | —                             |
| 30. Mai 2024                                | Madrid                            | Spanien                       | Estadio Santiago Bernabéu       | Paramore                      | —                             | —                             |
| 2. Juni 2024                                | Lyon                              | Frankreich                    | Groupama Stadium                | Paramore                      | 62.000                        | —                             |
| 3. Juni 2024                                | Lyon                              | Frankreich                    | Groupama Stadium                | Paramore                      | —                             | —                             |
| 7. Juni 2024                                | Edinburgh                         | Vereinigtes Königreich        | Murrayfield Stadium             | Paramore                      | —                             | —                             |
| 8. Juni 2024                                | Edinburgh                         | Vereinigtes Königreich        | Murrayfield Stadium             | Paramore                      | —                             | —                             |
| 9. Juni 2024                                | Edinburgh                         | Vereinigtes Königreich        | Murrayfield Stadium             | Paramore                      | —                             | —                             |
| 13. Juni 2024                               | Liverpool                         | Vereinigtes Königreich        | Anfield Stadium                 | Paramore                      | —                             | —                             |
| 14. Juni 2024                               | Liverpool                         | Vereinigtes Königreich        | Anfield Stadium                 | Paramore                      | —                             | —                             |
| 15. Juni 2024                               | Liverpool                         | Vereinigtes Königreich        | Anfield Stadium                 | Paramore                      | —                             | —                             |
| 18. Juni 2024                               | Cardiff                           | Vereinigtes Königreich        | Principality Stadium            | Paramore                      | —                             | —                             |
| 21. Juni 2024                               | London                            | Vereinigtes Königreich        | Wembley Stadium                 | Mette Paramore                | —                             | —                             |
| 22. Juni 2024                               | London                            | Vereinigtes Königreich        | Wembley Stadium                 | Griff Paramore                | —                             | —                             |
| 23. Juni 2024                               | London                            | Vereinigtes Königreich        | Wembley Stadium                 | Benson Boone Paramore         | —                             | —                             |
| 28. Juni 2024                               | Dublin                            | Irland                        | Aviva Stadium                   | Paramore                      | —                             | —                             |
| 29. Juni 2024                               | Dublin                            | Irland                        | Aviva Stadium                   | Paramore                      | —                             | —                             |
| 30. Juni 2024                               | Dublin                            | Irland                        | Aviva Stadium                   | Paramore                      | —                             | —                             |
| 4. Juli 2024                                | Amsterdam                         | Niederlande                   | Johan Cruijff Arena             | Paramore                      | —                             | —                             |
| 5. Juli 2024                                | Amsterdam                         | Niederlande                   | Johan Cruijff Arena             | Paramore                      | —                             | —                             |
| 6. Juli 2024                                | Amsterdam                         | Niederlande                   | Johan Cruijff Arena             | Paramore                      | —                             | —                             |
| 9. Juli 2024                                | Zürich                            | Schweiz                       | Stadion Letzigrund              | Paramore                      | —                             | —                             |
| 10. Juli 2024                               | Zürich                            | Schweiz                       | Stadion Letzigrund              | Paramore                      | —                             | —                             |
| 13. Juli 2024                               | Mailand                           | Italien                       | Sansiro Stadium                 | Paramore                      | —                             | —                             |
| 14. Juli 2024                               | Mailand                           | Italien                       | Sansiro Stadium                 | Paramore                      | —                             | —                             |
| 17. Juli 2024                               | Gelsenkirchen Ruhrgebiet          | Deutschland                   | Veltins-Arena                   | Paramore                      | —                             | —                             |
| 18. Juli 2024                               | Gelsenkirchen Ruhrgebiet          | Deutschland                   | Veltins-Arena                   | Paramore                      | —                             | —                             |
| 19. Juli 2024                               | Gelsenkirchen Ruhrgebiet          | Deutschland                   | Veltins-Arena                   | Paramore                      | —                             | —                             |
| 23. Juli 2024                               | Hamburg                           | Deutschland                   | Volksparkstadion                | Paramore                      | —                             | —                             |
| 24. Juli 2024                               | Hamburg                           | Deutschland                   | Volksparkstadion                | Paramore                      | —                             | —                             |
| 27. Juli 2024                               | München                           | Deutschland                   | Olympiastadion                  | Paramore                      | —                             | —                             |
| 28. Juli 2024                               | München                           | Deutschland                   | Olympiastadion                  | Paramore                      | —                             | —                             |
| 1. August 2024                              | Warschau                          | Polen                         | PGE Narodowy                    | Paramore                      | —                             | —                             |
| 2. August 2024                              | Warschau                          | Polen                         | PGE Narodowy                    | Paramore                      | —                             | —                             |
| 3. August 2024                              | Warschau                          | Polen                         | PGE Narodowy                    | Paramore                      | —                             | —                             |
| 8. August 2024 f                            | Wien                              | Österreich                    | Ernst-Happel-Stadion            | Paramore                      | —                             | —                             |
| 9. August 2024 f                            | Wien                              | Österreich                    | Ernst-Happel-Stadion            | Paramore                      | —                             | —                             |
| 10. August 2024 f                           | Wien                              | Österreich                    | Ernst-Happel-Stadion            | Paramore                      | —                             | —                             |
| 15. August 2024                             | London                            | Vereinigtes Königreich        | Wembley Stadium                 | Sofia Isella Paramore         | —                             | —                             |
| 16. August 2024                             | London                            | Vereinigtes Königreich        | Wembley Stadium                 | Holly Humberstone Paramore    | —                             | —                             |
| 17. August 2024                             | London                            | Vereinigtes Königreich        | Wembley Stadium                 | Suki Waterhouse Paramore      | —                             | —                             |
| 19. August 2024                             | London                            | Vereinigtes Königreich        | Wembley Stadium                 | Maisie Peters Paramore        | —                             | —                             |
| 20. August 2024                             | London                            | Vereinigtes Königreich        | Wembley Stadium                 | Raye Paramore                 | —                             | —                             |
| Tourabschnitt 5 – Rückkehr nach Nordamerika |                                   |                               |                                 |                               |                               |                               |
| 18. Oktober 2024                            | Miami Gardens bei Miami           | Vereinigte Staaten            | Hard Rock Stadium               | Gracie Abrams                 | —                             | —                             |
| 19. Oktober 2024                            | Miami Gardens bei Miami           | Vereinigte Staaten            | Hard Rock Stadium               | Gracie Abrams                 | —                             | —                             |
| 20. Oktober 2024                            | Miami Gardens bei Miami           | Vereinigte Staaten            | Hard Rock Stadium               | Gracie Abrams                 | —                             | —                             |
| 25. Oktober 2024                            | New Orleans                       | Vereinigte Staaten            | Caesars Superdome               | Gracie Abrams                 | —                             | —                             |
| 26. Oktober 2024                            | New Orleans                       | Vereinigte Staaten            | Caesars Superdome               | Gracie Abrams                 | —                             | —                             |
| 27. Oktober 2024                            | New Orleans                       | Vereinigte Staaten            | Caesars Superdome               | Gracie Abrams                 | —                             | —                             |
| 1. November 2024                            | Indianapolis                      | Vereinigte Staaten            | Lucas Oil Stadium               | Gracie Abrams                 | —                             | —                             |
| 2. November 2024                            | Indianapolis                      | Vereinigte Staaten            | Lucas Oil Stadium               | Gracie Abrams                 | —                             | —                             |
| 3. November 2024                            | Indianapolis                      | Vereinigte Staaten            | Lucas Oil Stadium               | Gracie Abrams                 | —                             | —                             |
| 14. November 2024                           | Toronto                           | Kanada                        | Rogers Centre                   | Gracie Abrams                 | —                             | —                             |
| 15. November 2024                           | Toronto                           | Kanada                        | Rogers Centre                   | Gracie Abrams                 | —                             | —                             |
| 16. November 2024                           | Toronto                           | Kanada                        | Rogers Centre                   | Gracie Abrams                 | —                             | —                             |
| 21. November 2024                           | Toronto                           | Kanada                        | Rogers Centre                   | Gracie Abrams                 | —                             | —                             |
| 22. November 2024                           | Toronto                           | Kanada                        | Rogers Centre                   | Gracie Abrams                 | —                             | —                             |
| 23. November 2024                           | Toronto                           | Kanada                        | Rogers Centre                   | Gracie Abrams                 | —                             | —                             |
| 6. Dezember 2024                            | Vancouver                         | Kanada                        | BC Place Stadium                | Gracie Abrams                 | —                             | —                             |
| 7. Dezember 2024                            | Vancouver                         | Kanada                        | BC Place Stadium                | Gracie Abrams                 | —                             | —                             |
| 8. Dezember 2024                            | Vancouver                         | Kanada                        | BC Place Stadium                | Gracie Abrams                 | —                             | —                             |
| Insgesamt                                   | Insgesamt                         | Insgesamt                     | Insgesamt                       | Insgesamt                     | —                             | —                             |

## Besetzung
Die Besetzung der The Eras Tour aus den Shows in Inglewood und dem zugehörigen Konzertfilm Taylor Swift: The Eras Tour.
- Taylor Swift – Hauptgesang, Gitarre und Klavier

### Band
- Mike Meadows – Bandleader, Gitarre, Klavier, Cello, Harmonika, Mandoline und Hintergrundgesang
- Max Bernstein – Bandleader, Gitarre, Klavier und Pedal-Steel-Gitarre
- Matthew Billingslea – Schlagzeug
- Karina DePiano – Klavier
- Amos Heller – Bassgitarre
- Paul Sidoti – Gitarre

### Hintergrundgesang
- Jeslyn Gorman
- Kamilah Marshall
- Melanie Nyema
- Eliotte Woodford

### Tänzer

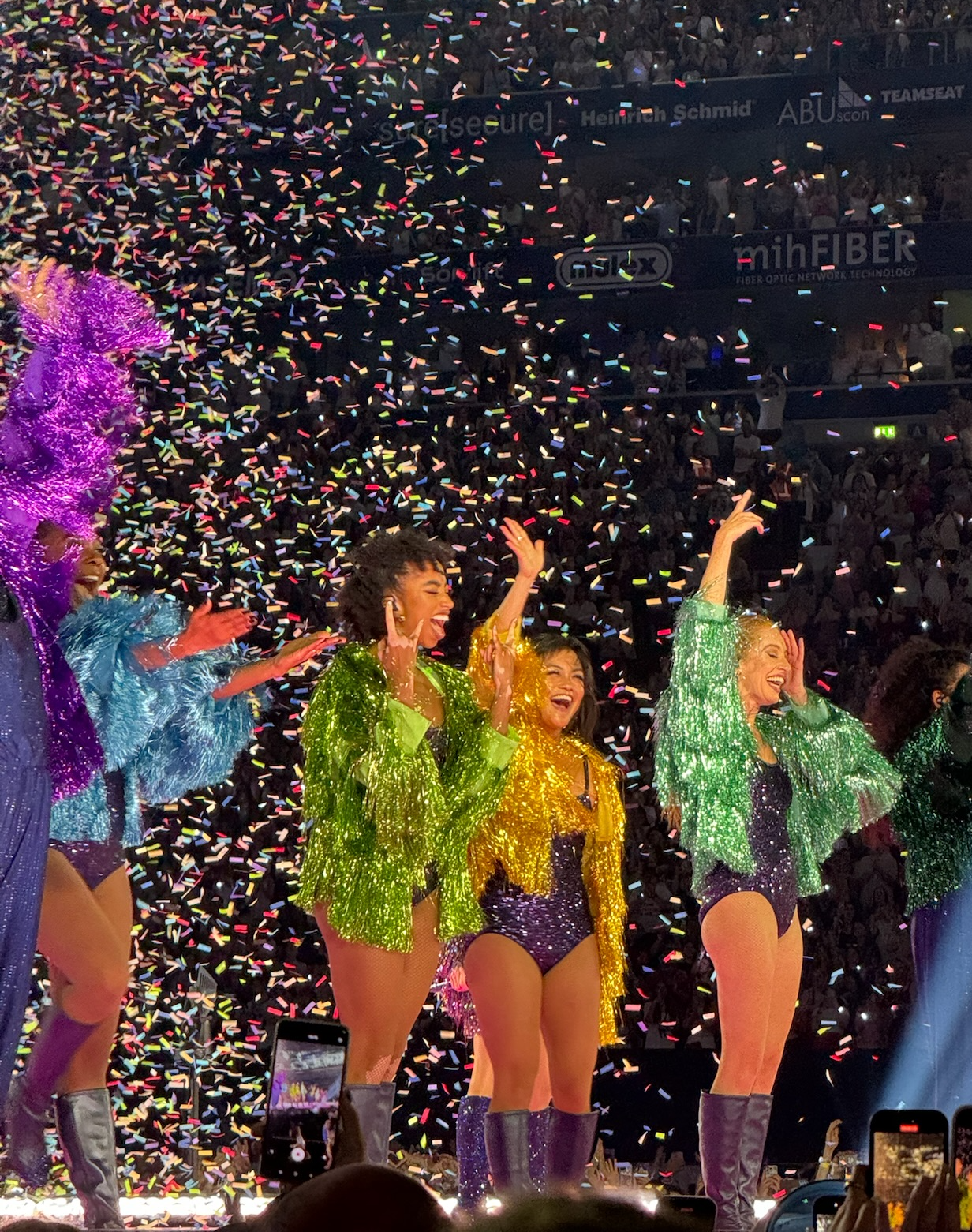
Vier der Tänzerinnen winken zum Abschied zum Schluss einer Show.

- Amanda Balen – Dance Captain
- Taylor Banks
- Karen Chuang
- Audrey Douglass
- Tori Evans
- Natalie Lecznar
- Tamiya Lewis
- Sam McWilliams
- Sydney Moss
- Natalie Peterson
- Jan Ravnik
- Kameron Saunders
- Kevin Scheitzbach
- Raphael Thomas
- Whyley Yoshimura